# Lista över insjöar i Sverige med namn som innehåller jaure (Lappland P-Ö)
- Padje Paktjajaure, sjö i Jokkmokks kommun och Lappland 66°20′47″N 18°58′43″Ö / 66.34629°N 18.97864°Ö
- Padje-Bävvejaure, sjö i Arjeplogs kommun och Lappland 66°45′22″N 16°21′43″Ö / 66.75622°N 16.36207°Ö
- Padje-Kaitumjaure, sjö i Gällivare kommun och Lappland 67°44′18″N 18°23′44″Ö / 67.73822°N 18.39561°Ö
- Padje-Måskejaure, sjö i Arjeplogs kommun och Lappland 66°26′19″N 17°58′15″Ö / 66.43848°N 17.97084°Ö
- Padjejaure (Arjeplogs socken, Lappland), sjö i Arjeplogs kommun och Lappland 66°09′26″N 18°39′50″Ö / 66.15726°N 18.66393°Ö
- Padjejaure (Jokkmokks socken, Lappland, 734936-168835), sjö i Jokkmokks kommun och Lappland 66°11′13″N 19°59′37″Ö / 66.18688°N 19.99352°Ö
- Padjejaure (Jokkmokks socken, Lappland, 736210-166535), sjö i Jokkmokks kommun och Lappland 66°19′12″N 19°29′22″Ö / 66.32003°N 19.48938°Ö
- Padjejaure (Jokkmokks socken, Lappland, 737171-168808), sjö i Jokkmokks kommun och Lappland 66°23′25″N 20°00′55″Ö / 66.39023°N 20.01519°Ö
- Padjemus Våkajaure, sjö i Kiruna kommun och Lappland 68°42′59″N 20°32′05″Ö / 68.71638°N 20.53482°Ö
- Paikajaure, sjö i Jokkmokks kommun och Lappland 66°29′49″N 20°44′20″Ö / 66.49708°N 20.73875°Ö
- Paikemjaure, sjö i Jokkmokks kommun och Lappland 66°33′03″N 20°55′22″Ö / 66.55086°N 20.92277°Ö
- Paikkasjaure, sjö i Jokkmokks kommun och Lappland 67°37′48″N 16°53′53″Ö / 67.62993°N 16.89804°Ö
- Pajeb Muitunisjaure, sjö i Arjeplogs kommun och Lappland 66°36′39″N 16°08′30″Ö / 66.61094°N 16.14173°Ö
- Pajeb Sårvejaure, sjö i Arjeplogs kommun och Lappland 66°35′35″N 16°02′39″Ö / 66.59301°N 16.04408°Ö
- Pajeltusjaure, sjö i Gällivare kommun och Lappland 67°30′46″N 20°47′12″Ö / 67.51264°N 20.78675°Ö
- Pajemus Kårsavaggejaure, sjö i Kiruna kommun och Lappland 68°20′24″N 18°27′01″Ö / 68.34012°N 18.45034°Ö
- Pajemus Njakajaure, sjö i Kiruna kommun och Lappland 68°19′31″N 20°15′00″Ö / 68.32527°N 20.24993°Ö
- Pajemus Tsutsajaure, sjö i Kiruna kommun och Lappland 67°56′17″N 18°04′26″Ö / 67.93804°N 18.07376°Ö
- Pajenisjaure, sjö i Jokkmokks kommun och Lappland 66°08′17″N 20°03′20″Ö / 66.13819°N 20.05557°Ö
- Pajep Allakasjaure, sjö i Kiruna kommun och Lappland 68°08′46″N 18°11′41″Ö / 68.14599°N 18.19466°Ö
- Pajep Appojaure, sjö i Gällivare kommun och Lappland 67°15′06″N 19°19′25″Ö / 67.25174°N 19.32348°Ö
- Pajep Jervasjaure, sjö i Jokkmokks kommun och Lappland 66°41′02″N 18°20′13″Ö / 66.68386°N 18.33697°Ö
- Pajep Kuollejaure, sjö i Kiruna kommun och Lappland 68°28′19″N 19°04′01″Ö / 68.47201°N 19.06681°Ö
- Pajep Luoktejaure, sjö i Kiruna kommun och Lappland 68°03′47″N 18°08′01″Ö / 68.06316°N 18.13355°Ö
- Pajep Njuorajaure, sjö i Kiruna kommun och Lappland 68°29′59″N 18°14′20″Ö / 68.49971°N 18.23888°Ö
- Pajep Skartajaure, sjö i Gällivare kommun och Lappland 67°46′35″N 18°32′23″Ö / 67.77652°N 18.53968°Ö
- Pajep Skuokejaure, sjö i Gällivare kommun och Lappland 67°58′09″N 17°03′59″Ö / 67.96929°N 17.06637°Ö
- Pajep Snarapjaure, sjö i Kiruna kommun och Lappland 68°09′52″N 18°16′20″Ö / 68.16450°N 18.27225°Ö
- Pajep Tjuolmajaure, sjö i Kiruna kommun och Lappland 68°38′27″N 20°14′58″Ö / 68.64075°N 20.24940°Ö
- Pajep Tjäpukjaure, sjö i Arjeplogs kommun och Lappland 66°41′11″N 17°34′45″Ö / 66.68642°N 17.57930°Ö
- Pakkejaure, sjö i Jokkmokks kommun och Lappland 66°07′36″N 19°13′34″Ö / 66.12664°N 19.22612°Ö
- Paktajaure, sjö i Kiruna kommun och Lappland 68°26′12″N 18°33′20″Ö / 68.43667°N 18.55551°Ö
- Paktejaure, sjö i Kiruna kommun och Lappland 68°52′10″N 20°33′52″Ö / 68.86951°N 20.56431°Ö
- Palkijaure, sjö i Jokkmokks kommun och Lappland 66°35′07″N 20°47′57″Ö / 66.58533°N 20.79925°Ö
- Pallemjaure (Gällivare socken, Lappland), sjö i Gällivare kommun och Lappland 66°23′33″N 21°36′50″Ö / 66.39262°N 21.61376°Ö
- Pallemjaure (Jokkmokks socken, Lappland), sjö i Jokkmokks kommun och Lappland 66°32′45″N 20°56′17″Ö / 66.54577°N 20.93797°Ö
- Pallenjaure, sjö i Jokkmokks kommun och Lappland 66°48′51″N 19°26′19″Ö / 66.81421°N 19.43858°Ö
- Palnasjaure, sjö i Jokkmokks kommun och Lappland 66°12′17″N 20°05′12″Ö / 66.20472°N 20.08656°Ö
- Paltajaure, sjö i Gällivare kommun och Lappland 67°44′13″N 18°34′43″Ö / 67.73692°N 18.57860°Ö
- Parajaure, sjö i Gällivare kommun och Lappland 67°15′47″N 20°24′48″Ö / 67.26319°N 20.41335°Ö
- Parkajaure, sjö i Jokkmokks kommun och Lappland 66°47′07″N 17°34′24″Ö / 66.78524°N 17.57347°Ö
- Parkaljaure, sjö i Jokkmokks kommun och Lappland 66°46′13″N 20°15′52″Ö / 66.77022°N 20.26451°Ö
- Parkijaure, sjö i Jokkmokks kommun och Lappland 66°45′10″N 19°07′23″Ö / 66.75265°N 19.12318°Ö
- Partaljaure, sjö i Kiruna kommun och Lappland 68°46′39″N 20°18′17″Ö / 68.77739°N 20.30473°Ö
- Partimjaure, sjö i Jokkmokks kommun och Lappland 66°31′54″N 20°57′53″Ö / 66.53176°N 20.96485°Ö
- Pasekjaure, sjö i Arjeplogs kommun och Lappland 66°42′23″N 17°29′27″Ö / 66.70649°N 17.49079°Ö
- Pastajaure (Jokkmokks socken, Lappland, 740157-169544), sjö i Jokkmokks kommun och Lappland 66°38′48″N 20°13′53″Ö / 66.64670°N 20.23135°Ö
- Pastajaure (Jokkmokks socken, Lappland, 744855-155425), sjö i Jokkmokks kommun och Lappland 67°07′35″N 17°01′56″Ö / 67.12650°N 17.03224°Ö
- Pastijaure, sjö i Gällivare kommun och Lappland 67°33′30″N 19°08′42″Ö / 67.55835°N 19.14511°Ö
- Patsajaure, sjö i Kiruna kommun och Lappland 68°10′09″N 20°09′56″Ö / 68.16920°N 20.16560°Ö
- Paulajaure, sjö i Arvidsjaurs kommun och Lappland 66°02′36″N 18°56′33″Ö / 66.04342°N 18.94240°Ö
- Pausajaureh, sjö i Kiruna kommun och Lappland 68°55′04″N 20°27′40″Ö / 68.91766°N 20.46111°Ö
- Pavvaljaure, sjö i Kiruna kommun och Lappland 68°58′58″N 20°39′46″Ö / 68.98286°N 20.66270°Ö
- Pavvalmisjaure, sjö i Jokkmokks kommun och Lappland 66°11′58″N 20°09′10″Ö / 66.19955°N 20.15285°Ö
- Peikasjaure, sjö i Kiruna kommun och Lappland 68°42′42″N 20°36′31″Ö / 68.71160°N 20.60850°Ö
- Peikasjaureh, sjö i Kiruna kommun och Lappland 68°48′57″N 20°45′01″Ö / 68.81574°N 20.75034°Ö
- Peinisjaure, sjö i Gällivare kommun och Lappland 66°35′02″N 21°19′38″Ö / 66.58378°N 21.32724°Ö
- Peräjaure, sjö i Kiruna kommun och Lappland 68°02′47″N 20°20′19″Ö / 68.04630°N 20.33854°Ö
- Pessisjaure, sjö i Kiruna kommun och Lappland 68°14′12″N 19°10′06″Ö / 68.23670°N 19.16820°Ö
- Pieggajaure, sjö i Kiruna kommun och Lappland 68°16′20″N 19°54′16″Ö / 68.27225°N 19.90454°Ö
- Piektjajaure, sjö i Jokkmokks kommun och Lappland 66°42′54″N 20°37′53″Ö / 66.71500°N 20.63152°Ö
- Piekujaure, sjö i Kiruna kommun och Lappland 68°37′15″N 20°46′10″Ö / 68.62074°N 20.76935°Ö
- Piellakielasjaure, sjö i Jokkmokks kommun och Lappland 66°17′46″N 19°11′21″Ö / 66.29606°N 19.18913°Ö
- Piellojaure (Jokkmokks socken, Lappland, 733257-168769), sjö i Jokkmokks kommun och Lappland 66°02′17″N 19°57′02″Ö / 66.03810°N 19.95046°Ö
- Piellojaure (Jokkmokks socken, Lappland, 747514-152317), sjö i Jokkmokks kommun och Lappland 67°22′23″N 16°20′48″Ö / 67.37302°N 16.34657°Ö
- Piellokisjaure, sjö i Gällivare kommun och Lappland 67°44′55″N 19°39′02″Ö / 67.74857°N 19.65069°Ö
- Piellorieppjaure, sjö i Jokkmokks kommun och Lappland 67°16′16″N 17°46′55″Ö / 67.27113°N 17.78194°Ö
- Pielnejaure, sjö i Jokkmokks kommun och Lappland 66°38′25″N 19°18′15″Ö / 66.64018°N 19.30420°Ö
- Pierikjaure, sjö i Jokkmokks kommun och Lappland 67°21′28″N 17°50′24″Ö / 67.35777°N 17.84007°Ö
- Piernajaure, sjö i Jokkmokks kommun och Lappland 67°37′50″N 17°24′17″Ö / 67.63058°N 17.40468°Ö
- Piertinjaure, sjö i Jokkmokks kommun och Lappland 66°35′39″N 19°04′47″Ö / 66.59412°N 19.07984°Ö
- Pieskejaure, sjö i Jokkmokks kommun och Lappland 67°08′51″N 16°43′46″Ö / 67.14746°N 16.72950°Ö
- Piessimjaure, sjö i Jokkmokks kommun och Lappland 66°44′59″N 20°26′27″Ö / 66.74976°N 20.44091°Ö
- Plassajaure (Arvidsjaurs socken, Lappland, 729293-169002), sjö i Arvidsjaurs kommun och Lappland 65°40′58″N 19°55′59″Ö / 65.68281°N 19.93314°Ö
- Plassajaure (Arvidsjaurs socken, Lappland, 731599-166188), sjö i Arvidsjaurs kommun och Lappland 65°54′12″N 19°20′56″Ö / 65.90334°N 19.34875°Ö
- Plassajaure (Arvidsjaurs socken, Lappland, 732582-162993), sjö i Arvidsjaurs kommun och Lappland 66°00′19″N 18°39′49″Ö / 66.00514°N 18.66363°Ö
- Puikojaure, sjö i Kiruna kommun och Lappland 68°55′22″N 20°20′42″Ö / 68.92287°N 20.34487°Ö
- Puikujaure (Karesuando socken, Lappland, 763330-169694), sjö i Kiruna kommun och Lappland 68°42′50″N 20°40′10″Ö / 68.71400°N 20.66938°Ö
- Puikujaure (Karesuando socken, Lappland, 764882-169284), sjö i Kiruna kommun och Lappland 68°51′54″N 20°35′18″Ö / 68.86489°N 20.58822°Ö
- Pulidjijaure, sjö i Arjeplogs kommun och Lappland 67°01′00″N 16°41′41″Ö / 67.01664°N 16.69471°Ö
- Puodtjojaure, sjö i Kiruna kommun och Lappland 68°51′11″N 20°34′09″Ö / 68.85302°N 20.56923°Ö
- Puoitakajaure, sjö i Gällivare kommun och Lappland 67°38′29″N 20°26′45″Ö / 67.64133°N 20.44572°Ö
- Puoitasjaure, sjö i Arjeplogs kommun och Lappland 66°08′01″N 18°46′22″Ö / 66.13367°N 18.77273°Ö
- Puoktjaure, sjö i Arvidsjaurs kommun och Lappland 66°03′39″N 19°08′09″Ö / 66.06073°N 19.13592°Ö
- Puolvekjaure, sjö i Gällivare kommun och Lappland 66°54′58″N 20°31′38″Ö / 66.91617°N 20.52724°Ö
- Puotakasjaure, sjö i Kiruna kommun och Lappland 68°08′44″N 19°41′19″Ö / 68.14542°N 19.68858°Ö
- Puotojaure, sjö i Gällivare kommun och Lappland 67°12′01″N 19°41′14″Ö / 67.20023°N 19.68727°Ö
- Puoutajaure, sjö i Jokkmokks kommun och Lappland 66°16′01″N 18°59′15″Ö / 66.26684°N 18.98757°Ö
- Purkijaure, sjö i Jokkmokks kommun och Lappland 66°37′40″N 19°30′12″Ö / 66.62781°N 19.50347°Ö
- Päivajaure, sjö i Jokkmokks kommun och Lappland 66°44′30″N 17°43′53″Ö / 66.74168°N 17.73146°Ö
- Päivejaure, sjö i Kiruna kommun och Lappland 68°25′26″N 19°28′44″Ö / 68.42379°N 19.47888°Ö
- Päkkejaure, sjö i Kiruna kommun och Lappland 68°31′17″N 20°22′48″Ö / 68.52151°N 20.38008°Ö
- Pälkasjaure, sjö i Jokkmokks kommun och Lappland 66°44′27″N 19°01′17″Ö / 66.74084°N 19.02144°Ö
- Pällajaure, sjö i Arjeplogs kommun och Lappland 66°29′58″N 17°54′15″Ö / 66.49958°N 17.90423°Ö
- Pälleljaure, sjö i Kiruna kommun och Lappland 68°06′35″N 20°13′38″Ö / 68.10961°N 20.22725°Ö
- Pärajaure, sjö i Jokkmokks kommun och Lappland 67°25′42″N 17°10′13″Ö / 67.42833°N 17.17029°Ö
- Pärmetjaure, sjö i Kiruna kommun och Lappland 68°28′40″N 18°23′56″Ö / 68.47775°N 18.39899°Ö
- Pärsaljaure, sjö i Gällivare kommun och Lappland 67°50′11″N 17°56′26″Ö / 67.83631°N 17.94059°Ö
- Pärvejaure, sjö i Kiruna kommun och Lappland 68°28′41″N 20°17′32″Ö / 68.47797°N 20.29222°Ö
- Pätnakjaureh, sjö i Jokkmokks kommun och Lappland 66°47′18″N 17°45′12″Ö / 66.78842°N 17.75331°Ö
- Påjjujaure, sjö i Kiruna kommun och Lappland 68°14′09″N 21°29′32″Ö / 68.23577°N 21.49227°Ö
- Påkketanjaure, sjö i Kiruna kommun och Lappland 68°03′46″N 20°29′25″Ö / 68.06290°N 20.49032°Ö
- Påksåjaure, sjö i Jokkmokks kommun och Lappland 66°46′49″N 20°28′02″Ö / 66.78035°N 20.46718°Ö
- Pårekjaure, sjö i Jokkmokks kommun och Lappland 67°04′52″N 17°45′12″Ö / 67.08104°N 17.75332°Ö
- Pårkajaure, sjö i Gällivare kommun och Lappland 67°35′37″N 19°27′47″Ö / 67.59360°N 19.46305°Ö
- Påsokjaure, sjö i Jokkmokks kommun och Lappland 66°08′33″N 20°05′08″Ö / 66.14240°N 20.08556°Ö
- Påståjaure, sjö i Gällivare kommun och Lappland 67°29′33″N 19°57′21″Ö / 67.49244°N 19.95582°Ö
- Påtjujaure, sjö i Kiruna kommun och Lappland 68°17′14″N 18°31′31″Ö / 68.28723°N 18.52538°Ö
- Påutjosjaure, sjö i Jokkmokks kommun och Lappland 67°39′44″N 17°03′14″Ö / 67.66225°N 17.05393°Ö
- Raddujaure, sjö i Jokkmokks kommun och Lappland 67°23′37″N 16°14′54″Ö / 67.39359°N 16.24823°Ö
- Radnejaure, sjö i Gällivare kommun och Lappland 66°55′24″N 20°34′15″Ö / 66.92340°N 20.57080°Ö
- Rakkajaure, sjö i Sorsele kommun och Lappland 65°57′04″N 16°28′24″Ö / 65.95109°N 16.47335°Ö
- Rakojaure, sjö i Jokkmokks kommun och Lappland 67°26′49″N 16°13′37″Ö / 67.44681°N 16.22703°Ö
- Raktenjaure, sjö i Jokkmokks kommun och Lappland 67°02′28″N 18°37′16″Ö / 67.04116°N 18.62098°Ö
- Ralkitjaure, sjö i Jokkmokks kommun och Lappland 66°39′36″N 20°36′21″Ö / 66.66005°N 20.60583°Ö
- Ramsojaure, sjö i Jokkmokks kommun och Lappland 66°48′16″N 20°19′52″Ö / 66.80435°N 20.33111°Ö
- Randijaure, sjö i Jokkmokks kommun och Lappland 66°42′57″N 19°19′09″Ö / 66.71581°N 19.31924°Ö
- Ranesjaure, sjö i Jokkmokks kommun och Lappland 66°39′10″N 20°42′01″Ö / 66.65291°N 20.70029°Ö
- Ranojaure, sjö i Gällivare kommun och Lappland 67°29′02″N 20°14′34″Ö / 67.48383°N 20.24283°Ö
- Rappojaure (Gällivare socken, Lappland, 740182-174236), sjö i Gällivare kommun och Lappland 66°37′14″N 21°16′39″Ö / 66.62061°N 21.27749°Ö
- Rappojaure (Gällivare socken, Lappland, 741731-170503), sjö i Gällivare kommun och Lappland 66°47′02″N 20°28′17″Ö / 66.78400°N 20.47129°Ö
- Rapposjaure, sjö i Jokkmokks kommun och Lappland 66°12′33″N 20°05′22″Ö / 66.20923°N 20.08933°Ö
- Rapstenjaureh (Vilhelmina socken, Lappland), sjö i Vilhelmina kommun och Lappland 65°05′03″N 14°43′12″Ö / 65.08403°N 14.71998°Ö
- Rapstenjaureh, Lappland, sjö i Vilhelmina kommun och Lappland 65°05′13″N 14°41′06″Ö / 65.08700°N 14.68497°Ö
- Rarkajaure, sjö i Gällivare kommun och Lappland 68°04′23″N 17°27′22″Ö / 68.07311°N 17.45615°Ö
- Rartujaure, sjö i Jokkmokks kommun och Lappland 67°37′05″N 17°33′11″Ö / 67.61802°N 17.55301°Ö
- Rasjejaure, sjö i Sorsele kommun och Lappland 65°56′42″N 15°24′10″Ö / 65.94510°N 15.40291°Ö
- Ratojaure, sjö i Kiruna kommun och Lappland 68°11′20″N 18°30′43″Ö / 68.18902°N 18.51204°Ö
- Raurejaure (Sorsele socken, Lappland, 729760-153465), sjö i Sorsele kommun och Lappland 65°46′42″N 16°33′29″Ö / 65.77832°N 16.55819°Ö
- Raurejaure (Sorsele socken, Lappland, 732076-150636), sjö i Sorsele kommun och Lappland 65°59′26″N 15°56′16″Ö / 65.99059°N 15.93784°Ö
- Raurejaure (Sorsele socken, Lappland, 732166-149452), sjö i Sorsele kommun och Lappland 66°00′06″N 15°41′30″Ö / 66.00164°N 15.69166°Ö
- Rauskajaureh (Karesuando socken, Lappland), sjö i Kiruna kommun och Lappland 68°51′22″N 20°36′49″Ö / 68.85617°N 20.61372°Ö
- Rauskajaureh, Lappland, sjö i Kiruna kommun och Lappland 68°51′36″N 20°40′33″Ö / 68.85997°N 20.67580°Ö
- Raustejaure, sjö i Kiruna kommun och Lappland 68°13′07″N 20°29′03″Ö / 68.21865°N 20.48422°Ö
- Rautajaure, sjö i Jokkmokks kommun och Lappland 66°47′31″N 18°31′51″Ö / 66.79181°N 18.53097°Ö
- Rautasjaure (Gällivare socken, Lappland), sjö i Gällivare kommun och Lappland 67°54′20″N 18°02′43″Ö / 67.90551°N 18.04534°Ö
- Rautasjaure, sjö i Kiruna kommun och Lappland 68°07′08″N 19°12′56″Ö / 68.11886°N 19.21546°Ö
- Rautojaure (Gällivare socken, Lappland), sjö i Gällivare kommun och Lappland 67°25′02″N 20°01′11″Ö / 67.41731°N 20.01961°Ö
- Rautojaure (Jokkmokks socken, Lappland), sjö i Jokkmokks kommun och Lappland 67°44′49″N 17°05′18″Ö / 67.74682°N 17.08824°Ö
- Rautojaure (Jukkasjärvi socken, Lappland, 753591-166297), sjö i Kiruna kommun och Lappland 67°52′13″N 19°40′55″Ö / 67.87041°N 19.68199°Ö
- Rautojaure (Jukkasjärvi socken, Lappland, 755612-168002), sjö i Kiruna kommun och Lappland 68°01′54″N 20°06′53″Ö / 68.03164°N 20.11466°Ö
- Rautojaure (Jukkasjärvi socken, Lappland, 756219-168598), sjö i Kiruna kommun och Lappland 68°05′50″N 20°16′10″Ö / 68.09734°N 20.26941°Ö
- Rautojaureh (Karesuando socken, Lappland), sjö i Kiruna kommun och Lappland 68°47′56″N 20°40′25″Ö / 68.79891°N 20.67358°Ö
- Rautojaureh, Lappland, sjö i Kiruna kommun och Lappland 68°49′12″N 20°39′02″Ö / 68.82006°N 20.65063°Ö
- Rautojauret, sjö i Kiruna kommun och Lappland 68°46′12″N 20°41′56″Ö / 68.77013°N 20.69902°Ö
- Ravesjjaure, sjö i Arjeplogs kommun och Lappland 65°51′30″N 17°36′14″Ö / 65.85824°N 17.60392°Ö
- Ribasjaure, sjö i Arjeplogs kommun och Lappland 66°16′08″N 16°18′28″Ö / 66.26883°N 16.30768°Ö
- Riepijaure, sjö i Arjeplogs kommun och Lappland 66°39′54″N 17°41′13″Ö / 66.66499°N 17.68681°Ö
- Rikarjaure, sjö i Sorsele kommun och Lappland 66°08′27″N 15°25′05″Ö / 66.14091°N 15.41818°Ö
- Rikkasjaure, sjö i Jokkmokks kommun och Lappland 66°41′58″N 20°26′05″Ö / 66.69934°N 20.43484°Ö
- Rikkerjaure, sjö i Storumans kommun och Lappland 65°34′19″N 14°42′01″Ö / 65.57185°N 14.70033°Ö
- Ripasjaure, sjö i Kiruna kommun och Lappland 68°20′51″N 19°39′05″Ö / 68.34753°N 19.65134°Ö
- Rippajaure, sjö i Gällivare kommun och Lappland 67°06′55″N 19°55′06″Ö / 67.11532°N 19.91844°Ö
- Rissajaure (Arjeplogs socken, Lappland), sjö i Arjeplogs kommun och Lappland 66°41′23″N 17°40′32″Ö / 66.68970°N 17.67555°Ö
- Rissajaure (Jokkmokks socken, Lappland, 739353-172065), sjö i Jokkmokks kommun och Lappland 66°33′33″N 20°46′28″Ö / 66.55914°N 20.77457°Ö
- Rissajaure (Jokkmokks socken, Lappland, 748561-160385), sjö i Jokkmokks kommun och Lappland 67°26′49″N 18°13′50″Ö / 67.44702°N 18.23068°Ö
- Rissejaure, sjö i Jokkmokks kommun och Lappland 66°14′03″N 20°05′13″Ö / 66.23410°N 20.08687°Ö
- Ritajauren, sjö i Jokkmokks kommun och Lappland 66°38′37″N 20°03′20″Ö / 66.64365°N 20.05557°Ö
- Riteljaure, sjö i Gällivare kommun och Lappland 67°25′50″N 19°21′26″Ö / 67.43056°N 19.35736°Ö
- Ruokejaure, sjö i Jokkmokks kommun och Lappland 66°26′26″N 20°23′09″Ö / 66.44060°N 20.38590°Ö
- Ruokojaure, sjö i Arjeplogs kommun och Lappland 65°48′33″N 18°20′37″Ö / 65.80910°N 18.34368°Ö
- Ruoktojaure, sjö i Gällivare kommun och Lappland 67°23′17″N 19°06′51″Ö / 67.38806°N 19.11427°Ö
- Ruonasjaure, sjö i Gällivare kommun och Lappland 68°01′57″N 17°13′27″Ö / 68.03249°N 17.22404°Ö
- Ruopsokjaure, sjö i Jokkmokks kommun och Lappland 67°22′27″N 18°01′49″Ö / 67.37419°N 18.03016°Ö
- Ruossjajaure, sjö i Arjeplogs kommun och Lappland 66°51′03″N 16°48′36″Ö / 66.85077°N 16.80993°Ö
- Ruotakjaure, sjö i Sorsele kommun och Lappland 66°05′06″N 16°19′20″Ö / 66.08512°N 16.32217°Ö
- Ruotejaure, sjö i Jokkmokks kommun och Lappland 66°32′19″N 19°52′43″Ö / 66.53848°N 19.87868°Ö
- Ruoutasvakkejaure, sjö i Kiruna kommun och Lappland 69°00′01″N 20°26′24″Ö / 69.00029°N 20.44003°Ö
- Ruoutejaure, sjö i Arjeplogs kommun och Lappland 66°45′42″N 17°26′11″Ö / 66.76160°N 17.43642°Ö
- Ruoutetjejaure, sjö i Sorsele kommun och Lappland 65°56′49″N 16°05′50″Ö / 65.94706°N 16.09718°Ö
- Rupejaure, sjö i Storumans kommun och Lappland 65°39′27″N 14°50′31″Ö / 65.65757°N 14.84208°Ö
- Rusjkajaure, sjö i Gällivare kommun och Lappland 67°51′36″N 18°05′59″Ö / 67.85990°N 18.09969°Ö
- Rutjajaure, sjö i Arjeplogs kommun och Lappland 66°34′22″N 17°48′48″Ö / 66.57291°N 17.81327°Ö
- Rutnajaure, sjö i Gällivare kommun och Lappland 66°49′41″N 20°31′45″Ö / 66.82812°N 20.52921°Ö
- Ruttjejaure, sjö i Malå kommun och Lappland 65°22′57″N 18°38′04″Ö / 65.38250°N 18.63446°Ö
- Räkisjaure, sjö i Jokkmokks kommun och Lappland 66°25′54″N 21°03′46″Ö / 66.43173°N 21.06279°Ö
- Rätniltjaure, sjö i Arjeplogs kommun och Lappland 66°50′35″N 16°26′10″Ö / 66.84301°N 16.43602°Ö
- Räutekejaure, sjö i Storumans kommun och Lappland 65°41′10″N 14°35′44″Ö / 65.68604°N 14.59558°Ö
- Råffajaure, sjö i Vilhelmina kommun och Lappland 65°11′05″N 16°01′04″Ö / 65.18469°N 16.01772°Ö
- Råggejaure (Arjeplogs socken, Lappland, 740622-155906), sjö i Arjeplogs kommun och Lappland 66°44′53″N 17°07′56″Ö / 66.74795°N 17.13230°Ö
- Råggejaure (Arjeplogs socken, Lappland, 740790-154903), sjö i Arjeplogs kommun och Lappland 66°45′52″N 16°53′52″Ö / 66.76445°N 16.89769°Ö
- Råggejaure (Arjeplogs socken, Lappland, 741079-156439), sjö i Arjeplogs kommun och Lappland 66°47′36″N 17°16′02″Ö / 66.79339°N 17.26731°Ö
- Råggejaure (Arjeplogs socken, Lappland, 741429-154468), sjö i Arjeplogs kommun och Lappland 66°49′07″N 16°49′10″Ö / 66.81869°N 16.81954°Ö
- Råggejaure (Gällivare socken, Lappland), sjö i Gällivare kommun och Lappland 66°27′03″N 21°26′20″Ö / 66.45079°N 21.43879°Ö
- Råggejaure (Jokkmokks socken, Lappland), sjö i Jokkmokks kommun och Lappland 67°25′17″N 16°26′47″Ö / 67.42144°N 16.44636°Ö
- Råssajaure, sjö i Jokkmokks kommun och Lappland 66°17′33″N 19°12′15″Ö / 66.29259°N 19.20428°Ö
- Råstojaure, sjö i Kiruna kommun och Lappland 68°45′50″N 20°27′58″Ö / 68.76376°N 20.46606°Ö
- Råtjijaure, sjö i Gällivare kommun och Lappland 67°22′59″N 20°04′10″Ö / 67.38312°N 20.06934°Ö
- Råukojaureh, sjö i Kiruna kommun och Lappland 68°54′38″N 20°29′44″Ö / 68.91052°N 20.49554°Ö
- Råurejaureh, sjö i Gällivare kommun och Lappland 67°26′52″N 19°12′58″Ö / 67.44779°N 19.21611°Ö
- Råvejaure (Arvidsjaurs socken, Lappland), sjö i Arvidsjaurs kommun och Lappland 65°43′29″N 19°24′04″Ö / 65.72486°N 19.40106°Ö
- Råvejaure (Karesuando socken, Lappland), sjö i Kiruna kommun och Lappland 68°32′26″N 20°30′54″Ö / 68.54069°N 20.51504°Ö
- Råvekietjjaure, sjö i Gällivare kommun och Lappland 66°26′53″N 21°39′20″Ö / 66.44801°N 21.65569°Ö
- Råvekjaure, sjö i Jokkmokks kommun och Lappland 66°08′55″N 20°06′36″Ö / 66.14864°N 20.10992°Ö
- Råvuojaure, sjö i Gällivare kommun och Lappland 67°30′09″N 19°42′03″Ö / 67.50256°N 19.70081°Ö
- Råvvejaure (Jokkmokks socken, Lappland, 737953-170452), sjö i Jokkmokks kommun och Lappland 66°26′48″N 20°23′34″Ö / 66.44669°N 20.39286°Ö
- Råvvejaure (Jokkmokks socken, Lappland, 744959-154802), sjö i Jokkmokks kommun och Lappland 67°09′07″N 16°50′30″Ö / 67.15197°N 16.84157°Ö
- Sabrojaure, sjö i Gällivare kommun och Lappland 67°25′57″N 19°34′03″Ö / 67.43253°N 19.56755°Ö
- Saddajaure, sjö i Arjeplogs kommun och Lappland 66°24′31″N 18°12′25″Ö / 66.40864°N 18.20699°Ö
- Sadjemjaure, sjö i Gällivare kommun och Lappland 67°16′03″N 20°19′30″Ö / 67.26750°N 20.32497°Ö
- Sadjenjaure, sjö i Kiruna kommun och Lappland 68°43′22″N 20°59′41″Ö / 68.72283°N 20.99483°Ö
- Sainijaure, sjö i Gällivare kommun och Lappland 67°44′22″N 18°07′28″Ö / 67.73934°N 18.12434°Ö
- Saivajaure, sjö i Gällivare kommun och Lappland 67°30′07″N 20°19′13″Ö / 67.50190°N 20.32034°Ö
- Sakkejaure, sjö i Gällivare kommun och Lappland 67°41′05″N 20°13′35″Ö / 67.68483°N 20.22639°Ö
- Salasjaure, sjö i Jokkmokks kommun och Lappland 66°47′41″N 18°27′57″Ö / 66.79472°N 18.46577°Ö
- Sallejaure (Arvidsjaurs socken, Lappland, 729584-167231), sjö i Arvidsjaurs kommun och Lappland 65°43′02″N 19°33′36″Ö / 65.71734°N 19.56012°Ö
- Sallejaure (Arvidsjaurs socken, Lappland, 730965-167073), sjö i Arvidsjaurs kommun och Lappland 65°50′14″N 19°32′52″Ö / 65.83736°N 19.54784°Ö
- Salmijaure, sjö i Gällivare kommun och Lappland 67°15′26″N 19°52′15″Ö / 67.25711°N 19.87076°Ö
- Salvijaure, sjö i Sorsele kommun och Lappland 66°03′01″N 15°51′10″Ö / 66.05019°N 15.85275°Ö
- Salvojaure (Arjeplogs socken, Lappland), sjö i Arjeplogs kommun och Lappland 66°43′35″N 17°12′10″Ö / 66.72626°N 17.20279°Ö
- Salvojaure (Jokkmokks socken, Lappland), sjö i Jokkmokks kommun och Lappland 66°38′20″N 20°32′16″Ö / 66.63875°N 20.53783°Ö
- Sapedjaure, sjö i Arjeplogs kommun och Lappland 65°54′50″N 17°30′45″Ö / 65.91382°N 17.51253°Ö
- Sapmaljaure, sjö i Gällivare kommun och Lappland 67°45′26″N 19°53′10″Ö / 67.75713°N 19.88605°Ö
- Saptajaure, sjö i Jokkmokks kommun och Lappland 66°42′52″N 20°31′12″Ö / 66.71433°N 20.52010°Ö
- Saptajaureh, sjö i Arjeplogs kommun och Lappland 66°26′54″N 16°55′28″Ö / 66.44840°N 16.92446°Ö
- Sargajaure, sjö i Arvidsjaurs kommun och Lappland 65°56′48″N 18°50′54″Ö / 65.94657°N 18.84847°Ö
- Sarkasjaure (Jokkmokks socken, Lappland, 734722-167748), sjö i Jokkmokks kommun och Lappland 66°10′32″N 19°44′28″Ö / 66.17563°N 19.74108°Ö
- Sarkasjaure (Jokkmokks socken, Lappland, 739048-166804), sjö i Jokkmokks kommun och Lappland 66°33′55″N 19°35′07″Ö / 66.56533°N 19.58529°Ö
- Sarvesjaure, sjö i Jokkmokks kommun och Lappland 66°39′00″N 20°31′57″Ö / 66.64987°N 20.53249°Ö
- Sarvesjaureh (Arjeplogs socken, Lappland), sjö i Arjeplogs kommun och Lappland 66°19′55″N 15°46′29″Ö / 66.33187°N 15.77472°Ö
- Sarvesjaureh, Lappland, sjö i Arjeplogs kommun och Lappland 66°20′19″N 15°47′36″Ö / 66.33869°N 15.79324°Ö
- Sastasjaure, sjö i Jokkmokks kommun och Lappland 66°26′18″N 20°21′35″Ö / 66.43822°N 20.35964°Ö
- Satimjaure, sjö i Jokkmokks kommun och Lappland 66°35′23″N 20°37′30″Ö / 66.58971°N 20.62497°Ö
- Sattermjaure, sjö i Arjeplogs kommun och Lappland 66°45′08″N 17°27′00″Ö / 66.75213°N 17.45009°Ö
- Sauturjaure, sjö i Arvidsjaurs kommun och Lappland 65°50′35″N 19°31′02″Ö / 65.84304°N 19.51732°Ö
- Savojaure, sjö i Gällivare kommun och Lappland 67°47′41″N 18°40′21″Ö / 67.79471°N 18.67251°Ö
- Seitajaure, sjö i Gällivare kommun och Lappland 67°43′44″N 18°53′34″Ö / 67.72894°N 18.89277°Ö
- Seitejaure, sjö i Sorsele kommun och Lappland 65°47′34″N 16°59′11″Ö / 65.79266°N 16.98641°Ö
- Serrejaure, sjö i Arvidsjaurs kommun och Lappland 65°35′43″N 19°45′08″Ö / 65.59536°N 19.75224°Ö
- Servejaure, sjö i Sorsele kommun och Lappland 65°57′43″N 15°40′52″Ö / 65.96181°N 15.68106°Ö
- Seukokjaure, sjö i Gällivare kommun och Lappland 67°49′15″N 17°17′16″Ö / 67.82091°N 17.28786°Ö
- Seutitjaure, sjö i Kiruna kommun och Lappland 68°10′06″N 19°09′45″Ö / 68.16833°N 19.16252°Ö
- Sidnojaure, sjö i Sorsele kommun och Lappland 66°11′36″N 15°54′29″Ö / 66.19338°N 15.90805°Ö
- Siebnesjaure, sjö i Arjeplogs kommun och Lappland 65°47′15″N 17°50′12″Ö / 65.78741°N 17.83672°Ö
- Siedgajaure, sjö i Arjeplogs kommun och Lappland 66°32′23″N 16°33′50″Ö / 66.53979°N 16.56380°Ö
- Sierkajaure (Gällivare socken, Lappland), sjö i Gällivare kommun och Lappland 67°43′10″N 20°06′21″Ö / 67.71950°N 20.10579°Ö
- Sierkajaure (Jokkmokks socken, Lappland), sjö i Jokkmokks kommun och Lappland 66°39′00″N 20°43′30″Ö / 66.65007°N 20.72487°Ö
- Sierrejaure, sjö i Jokkmokks kommun och Lappland 66°37′39″N 20°12′52″Ö / 66.62750°N 20.21434°Ö
- Silbajaure, sjö i Arjeplogs kommun och Lappland 66°27′39″N 15°25′15″Ö / 66.46071°N 15.42085°Ö
- Silesjaure (Arjeplogs socken, Lappland), sjö i Arjeplogs kommun och Lappland 66°43′46″N 17°28′43″Ö / 66.72932°N 17.47851°Ö
- Silesjaure (Jokkmokks socken, Lappland), sjö i Jokkmokks kommun och Lappland 66°44′46″N 17°46′42″Ö / 66.74613°N 17.77834°Ö
- Siljengojaureh (Vilhelmina socken, Lappland, 721518-144033), sjö i Vilhelmina kommun och Lappland 65°02′05″N 14°32′18″Ö / 65.03470°N 14.53836°Ö
- Siljengojaureh (Vilhelmina socken, Lappland, 721518-144050), sjö i Vilhelmina kommun och Lappland 65°02′10″N 14°32′35″Ö / 65.03617°N 14.54297°Ö
- Siljengojaureh (Vilhelmina socken, Lappland, 721532-144012), sjö i Vilhelmina kommun och Lappland 65°02′09″N 14°32′02″Ö / 65.03592°N 14.53385°Ö
- Siljengojaureh (Vilhelmina socken, Lappland, 721572-144072), sjö i Vilhelmina kommun och Lappland 65°02′23″N 14°32′47″Ö / 65.03961°N 14.54641°Ö
- Silpajaure, sjö i Kiruna kommun och Lappland 68°38′45″N 20°36′01″Ö / 68.64595°N 20.60032°Ö
- Silpikjaure, sjö i Arjeplogs kommun och Lappland 66°34′07″N 17°45′03″Ö / 66.56849°N 17.75071°Ö
- Singijaureh, sjö i Kiruna kommun och Lappland 67°52′26″N 18°27′01″Ö / 67.87382°N 18.45041°Ö
- Sinkaljaure, sjö i Jokkmokks kommun och Lappland 66°26′16″N 19°31′51″Ö / 66.43768°N 19.53073°Ö
- Sinukjaure, sjö i Kiruna kommun och Lappland 68°33′28″N 20°18′12″Ö / 68.55773°N 20.30346°Ö
- Sirkejaure, sjö i Storumans kommun och Lappland 65°39′14″N 14°40′15″Ö / 65.65397°N 14.67075°Ö
- Sitasjaure, sjö i Gällivare kommun och Lappland 68°05′52″N 17°13′37″Ö / 68.09766°N 17.22685°Ö
- Sitojaure, sjö i Jokkmokks kommun och Lappland 67°15′27″N 18°20′08″Ö / 67.25752°N 18.33559°Ö
- Sitokjaure, sjö i Gällivare kommun och Lappland 66°47′16″N 20°27′26″Ö / 66.78783°N 20.45721°Ö
- Sivurtjaure, sjö i Arjeplogs kommun och Lappland 66°12′48″N 16°18′45″Ö / 66.21339°N 16.31257°Ö
- Sjabtjakjaure, sjö i Jokkmokks kommun och Lappland 67°02′04″N 17°55′53″Ö / 67.03445°N 17.93149°Ö
- Sjarrejaure, sjö i Storumans kommun och Lappland 65°38′15″N 14°32′32″Ö / 65.63753°N 14.54224°Ö
- Sjaunjajaure, sjö i Gällivare kommun och Lappland 67°17′26″N 19°48′29″Ö / 67.29049°N 19.80809°Ö
- Sjiunjanjaure, sjö i Arjeplogs kommun och Lappland 66°25′01″N 17°58′16″Ö / 66.41685°N 17.97121°Ö
- Sjkanjkajaure, sjö i Arjeplogs kommun och Lappland 66°25′30″N 18°35′44″Ö / 66.42507°N 18.59542°Ö
- Sjlaptjajaure, sjö i Jokkmokks kommun och Lappland 66°40′41″N 19°06′27″Ö / 66.67802°N 19.10749°Ö
- Sjnjutjegierkejaure, sjö i Storumans kommun och Lappland 65°41′07″N 14°51′05″Ö / 65.68535°N 14.85149°Ö
- Sjuggijaure, sjö i Jokkmokks kommun och Lappland 66°33′14″N 20°52′17″Ö / 66.55397°N 20.87149°Ö
- Sjuvajaure (Arjeplogs socken, Lappland), sjö i Arjeplogs kommun och Lappland 66°38′11″N 18°01′58″Ö / 66.63643°N 18.03265°Ö
- Sjuvajaure (Jokkmokks socken, Lappland), sjö i Jokkmokks kommun och Lappland 66°27′14″N 19°26′00″Ö / 66.45389°N 19.43345°Ö
- Själlejaure, sjö i Arvidsjaurs kommun och Lappland 65°45′41″N 19°59′57″Ö / 65.76132°N 19.99926°Ö
- Skallojaure, sjö i Jokkmokks kommun och Lappland 67°07′53″N 16°58′32″Ö / 67.13150°N 16.97555°Ö
- Skankalenjaure, sjö i Kiruna kommun och Lappland 68°14′07″N 18°13′47″Ö / 68.23519°N 18.22959°Ö
- Skarjajaure, sjö i Arvidsjaurs kommun och Lappland 65°51′49″N 18°37′06″Ö / 65.86353°N 18.61827°Ö
- Skarjejaure, sjö i Arvidsjaurs kommun och Lappland 65°32′59″N 19°24′46″Ö / 65.54982°N 19.41286°Ö
- Skidnakjaure, sjö i Arjeplogs kommun och Lappland 66°33′43″N 16°26′58″Ö / 66.56183°N 16.44938°Ö
- Skierfajaure, sjö i Arjeplogs kommun och Lappland 66°29′26″N 17°50′34″Ö / 66.49053°N 17.84281°Ö
- Skirajaure, sjö i Sorsele kommun och Lappland 65°56′35″N 15°20′50″Ö / 65.94297°N 15.34735°Ö
- Skuipejaure, sjö i Jokkmokks kommun och Lappland 66°32′20″N 20°58′17″Ö / 66.53892°N 20.97130°Ö
- Skullumjaure, sjö i Gällivare kommun och Lappland 67°30′36″N 20°51′07″Ö / 67.51008°N 20.85196°Ö
- Skuokejaure, sjö i Gällivare kommun och Lappland 67°56′35″N 17°00′06″Ö / 67.94305°N 17.00172°Ö
- Skuortajaure, sjö i Arjeplogs kommun och Lappland 66°25′04″N 15°43′58″Ö / 66.41786°N 15.73274°Ö
- Skutojaure, sjö i Jokkmokks kommun och Lappland 66°26′10″N 19°54′38″Ö / 66.43614°N 19.91046°Ö
- Skuttejaure, sjö i Arvidsjaurs kommun och Lappland 65°36′08″N 18°43′42″Ö / 65.60216°N 18.72844°Ö
- Skvorrejaure, sjö i Arvidsjaurs kommun och Lappland 65°52′26″N 19°20′39″Ö / 65.87381°N 19.34424°Ö
- Skärrepåtkåjaureh, sjö i Arjeplogs kommun och Lappland 66°53′27″N 16°59′44″Ö / 66.89074°N 16.99554°Ö
- Skåddåivejaure, sjö i Gällivare kommun och Lappland 68°03′23″N 17°35′30″Ö / 68.05636°N 17.59162°Ö
- Skårråjaure, sjö i Jokkmokks kommun och Lappland 66°45′20″N 20°26′21″Ö / 66.75565°N 20.43907°Ö
- Sköruvjaure, sjö i Sorsele kommun och Lappland 65°52′54″N 15°57′47″Ö / 65.88161°N 15.96293°Ö
- Sladdejaure, sjö i Jokkmokks kommun och Lappland 66°32′46″N 20°38′30″Ö / 66.54622°N 20.64179°Ö
- Slappejaure, sjö i Jokkmokks kommun och Lappland 67°38′13″N 16°40′38″Ö / 67.63700°N 16.67728°Ö
- Sliekkojaure, sjö i Jokkmokks kommun och Lappland 67°31′02″N 18°06′26″Ö / 67.51719°N 18.10730°Ö
- Sliktejaure, sjö i Sorsele kommun och Lappland 65°56′26″N 16°42′15″Ö / 65.94059°N 16.70403°Ö
- Slubbojaure, sjö i Jokkmokks kommun och Lappland 66°24′19″N 20°14′36″Ö / 66.40528°N 20.24330°Ö
- Sluppojaure, sjö i Arjeplogs kommun och Lappland 66°31′02″N 18°05′37″Ö / 66.51712°N 18.09373°Ö
- Smuolejaure, sjö i Arjeplogs kommun och Lappland 66°32′57″N 15°54′34″Ö / 66.54930°N 15.90950°Ö
- Snabrojaure, sjö i Jokkmokks kommun och Lappland 66°40′33″N 20°28′59″Ö / 66.67571°N 20.48301°Ö
- Snarapjaure, sjö i Kiruna kommun och Lappland 68°13′13″N 18°17′15″Ö / 68.22016°N 18.28742°Ö
- Snavvajaure, sjö i Jokkmokks kommun och Lappland 67°18′01″N 17°47′25″Ö / 67.30018°N 17.79014°Ö
- Sniertekjaureh, sjö i Kiruna kommun och Lappland 68°50′54″N 20°30′22″Ö / 68.84821°N 20.50623°Ö
- Sparrojaureh, sjö i Kiruna kommun och Lappland 68°09′35″N 20°30′00″Ö / 68.15978°N 20.49996°Ö
- Spirajaure, sjö i Arjeplogs kommun och Lappland 66°30′59″N 16°48′51″Ö / 66.51650°N 16.81421°Ö
- Staddajaure, sjö i Jokkmokks kommun och Lappland 67°12′01″N 16°30′55″Ö / 67.20038°N 16.51538°Ö
- Stainasjaure, sjö i Gällivare kommun och Lappland 67°05′15″N 19°50′55″Ö / 67.08746°N 19.84848°Ö
- Stainejaure, sjö i Sorsele kommun och Lappland 65°56′57″N 15°33′23″Ö / 65.94911°N 15.55627°Ö
- Staluvsukjaure, sjö i Kiruna kommun och Lappland 68°06′11″N 20°01′41″Ö / 68.10306°N 20.02792°Ö
- Starkajaure, sjö i Jokkmokks kommun och Lappland 66°22′05″N 20°00′20″Ö / 66.36812°N 20.00543°Ö
- Starrejaure, sjö i Arvidsjaurs kommun och Lappland 65°37′12″N 19°16′05″Ö / 65.62009°N 19.26813°Ö
- Starrijaure, sjö i Arvidsjaurs kommun och Lappland 65°44′43″N 19°20′06″Ö / 65.74535°N 19.33492°Ö
- Stikojaure, sjö i Arjeplogs kommun och Lappland 66°08′53″N 16°22′19″Ö / 66.14817°N 16.37197°Ö
- Stipokjaure, sjö i Jokkmokks kommun och Lappland 67°41′28″N 16°47′32″Ö / 67.69104°N 16.79232°Ö
- Stor-Harajaure, sjö i Jokkmokks kommun och Lappland 66°36′19″N 20°35′29″Ö / 66.60521°N 20.59135°Ö
- Stor-Lastajaure, sjö i Jokkmokks kommun och Lappland 66°23′11″N 20°49′57″Ö / 66.38638°N 20.83237°Ö
- Stor-Lässejaure, sjö i Sorsele kommun och Lappland 65°33′17″N 18°06′28″Ö / 65.55485°N 18.10771°Ö
- Stor-Njallajaure, sjö i Jokkmokks kommun och Lappland 66°33′44″N 20°51′13″Ö / 66.56209°N 20.85373°Ö
- Stor-Partimjaure, sjö i Jokkmokks kommun och Lappland 66°32′28″N 20°55′55″Ö / 66.54102°N 20.93203°Ö
- Stor-Piatisjaure, sjö i Jokkmokks kommun och Lappland 66°30′55″N 20°01′46″Ö / 66.51526°N 20.02935°Ö
- Stor-Sutsjaure, sjö i Vilhelmina kommun och Lappland 65°09′34″N 15°56′02″Ö / 65.15958°N 15.93393°Ö
- Stora Bonsjaure, sjö i Arvidsjaurs kommun och Lappland 65°31′48″N 19°30′22″Ö / 65.52998°N 19.50605°Ö
- Stora Kuorkajaure, sjö i Jokkmokks kommun och Lappland 66°37′04″N 20°32′57″Ö / 66.61791°N 20.54923°Ö
- Stora Luossajaure, sjö i Arjeplogs kommun och Lappland 65°43′58″N 17°48′30″Ö / 65.73279°N 17.80822°Ö
- Stora Njakajaure, sjö i Arjeplogs kommun och Lappland 65°55′54″N 18°11′28″Ö / 65.93179°N 18.19121°Ö
- Stora Plidgajaure, sjö i Jokkmokks kommun och Lappland 66°08′05″N 19°09′13″Ö / 66.13478°N 19.15363°Ö
- Stora Sierrejaure, sjö i Arvidsjaurs kommun och Lappland 65°31′28″N 19°19′54″Ö / 65.52443°N 19.33163°Ö
- Stora Tjåkasjaure, sjö i Arvidsjaurs kommun och Lappland 65°49′52″N 20°00′38″Ö / 65.83109°N 20.01042°Ö
- Straukajaure, sjö i Arjeplogs kommun och Lappland 65°52′05″N 18°05′40″Ö / 65.86794°N 18.09452°Ö
- Stråtjejaure, sjö i Arjeplogs kommun och Lappland 65°46′45″N 17°49′20″Ö / 65.77917°N 17.82209°Ö
- Stuokojaure, sjö i Gällivare kommun och Lappland 66°22′44″N 21°31′38″Ö / 66.37891°N 21.52712°Ö
- Stuor Kartojaure, sjö i Gällivare kommun och Lappland 67°02′29″N 20°17′52″Ö / 67.04137°N 20.29775°Ö
- Stuor Åtåsjaure, sjö i Jokkmokks kommun och Lappland 66°40′43″N 20°28′45″Ö / 66.67870°N 20.47927°Ö
- Stuor-Autsojaure, sjö i Gällivare kommun och Lappland 67°09′31″N 19°51′00″Ö / 67.15865°N 19.85000°Ö
- Stuor-Maksjojaure, sjö i Jokkmokks kommun och Lappland 67°08′14″N 19°17′12″Ö / 67.13735°N 19.28673°Ö
- Stuor-Peivitjaure, sjö i Gällivare kommun och Lappland 67°29′04″N 20°17′17″Ö / 67.48438°N 20.28794°Ö
- Stuor-Räitajaure, sjö i Kiruna kommun och Lappland 67°59′41″N 18°21′11″Ö / 67.99478°N 18.35297°Ö
- Stuor-Serrojaure, sjö i Gällivare kommun och Lappland 67°35′23″N 19°36′17″Ö / 67.58980°N 19.60482°Ö
- Stuor-Vuoskonjaure, sjö i Gällivare kommun och Lappland 67°02′21″N 20°53′26″Ö / 67.03907°N 20.89050°Ö
- Stuoredukkejaure, sjö i Sorsele kommun och Lappland 66°09′42″N 15°36′48″Ö / 66.16155°N 15.61336°Ö
- Stuorejauretje, sjö i Storumans kommun och Lappland 65°36′51″N 15°17′51″Ö / 65.61412°N 15.29761°Ö
- Stuoresjaure, sjö i Storumans kommun och Lappland 65°47′14″N 14°42′41″Ö / 65.78710°N 14.71142°Ö
- Stuorrajaure (Jokkmokks socken, Lappland, 737958-172042), sjö i Jokkmokks kommun och Lappland 66°26′04″N 20°44′41″Ö / 66.43458°N 20.74481°Ö
- Stuorrajaure (Jokkmokks socken, Lappland, 738283-173273), sjö i Jokkmokks kommun och Lappland 66°27′12″N 21°01′51″Ö / 66.45331°N 21.03091°Ö
- Stuotakjaure, sjö i Jokkmokks kommun och Lappland 67°33′16″N 17°47′54″Ö / 67.55447°N 17.79827°Ö
- Sturmjaure, sjö i Arjeplogs kommun och Lappland 66°13′07″N 16°23′08″Ö / 66.21861°N 16.38554°Ö
- Städdjejaure, sjö i Arvidsjaurs kommun och Lappland 65°43′21″N 20°05′07″Ö / 65.72237°N 20.08526°Ö
- Städtjulakjaure, sjö i Kiruna kommun och Lappland 68°07′11″N 20°59′27″Ö / 68.11967°N 20.99088°Ö
- Ståkkejaure, sjö i Gällivare kommun och Lappland 66°44′10″N 20°39′38″Ö / 66.73622°N 20.66047°Ö
- Suddesjaure, sjö i Arvidsjaurs kommun och Lappland 65°53′54″N 19°06′43″Ö / 65.89821°N 19.11194°Ö
- Sukkejaure, sjö i Sorsele kommun och Lappland 66°12′01″N 16°00′14″Ö / 66.20019°N 16.00397°Ö
- Suobbatjaure (Jokkmokks socken, Lappland, 738206-166328), sjö i Jokkmokks kommun och Lappland 66°30′27″N 19°27′28″Ö / 66.50747°N 19.45768°Ö
- Suobbatjaure (Jokkmokks socken, Lappland, 738492-168305), sjö i Jokkmokks kommun och Lappland 66°30′03″N 19°54′44″Ö / 66.50095°N 19.91215°Ö
- Suobbatjaure (Jokkmokks socken, Lappland, 739517-169297), sjö i Jokkmokks kommun och Lappland 66°35′31″N 20°09′34″Ö / 66.59184°N 20.15942°Ö
- Suobbatjaure (Jokkmokks socken, Lappland, 743094-160068), sjö i Jokkmokks kommun och Lappland 66°57′39″N 18°06′22″Ö / 66.96096°N 18.10622°Ö
- Suobdekjaure, sjö i Arjeplogs kommun och Lappland 66°19′30″N 17°59′18″Ö / 66.32510°N 17.98830°Ö
- Suoddasjaureh, sjö i Arjeplogs kommun och Lappland 66°29′19″N 16°12′28″Ö / 66.48856°N 16.20790°Ö
- Suoinajaure, sjö i Sorsele kommun och Lappland 66°12′38″N 15°19′55″Ö / 66.21053°N 15.33184°Ö
- Suoinakjaure, sjö i Arjeplogs kommun och Lappland 66°28′10″N 18°38′13″Ö / 66.46946°N 18.63698°Ö
- Suoinejaure, sjö i Gällivare kommun och Lappland 66°29′52″N 21°46′25″Ö / 66.49790°N 21.77361°Ö
- Suollakjaure, sjö i Arjeplogs kommun och Lappland 66°29′13″N 18°18′45″Ö / 66.48694°N 18.31248°Ö
- Suollujaure, sjö i Jokkmokks kommun och Lappland 66°29′20″N 20°15′22″Ö / 66.48893°N 20.25617°Ö
- Suolo-Åikejaure, sjö i Sorsele kommun och Lappland 66°02′37″N 15°34′30″Ö / 66.04366°N 15.57498°Ö
- Suoloijaure, sjö i Jokkmokks kommun och Lappland 66°28′50″N 19°03′18″Ö / 66.48045°N 19.05502°Ö
- Suolojaure (Arjeplogs socken, Lappland, 732876-163261), sjö i Arjeplogs kommun och Lappland 66°02′08″N 18°44′05″Ö / 66.03567°N 18.73460°Ö
- Suolojaure (Arjeplogs socken, Lappland, 734483-152577), sjö i Arjeplogs kommun och Lappland 66°12′09″N 16°22′06″Ö / 66.20253°N 16.36830°Ö
- Suolojaure (Arjeplogs socken, Lappland, 734780-162498), sjö i Arjeplogs kommun och Lappland 66°12′08″N 18°34′22″Ö / 66.20218°N 18.57280°Ö
- Suolojaure (Arjeplogs socken, Lappland, 736724-157307), sjö i Arjeplogs kommun och Lappland 66°23′29″N 17°26′02″Ö / 66.39135°N 17.43400°Ö
- Suolojaure (Arjeplogs socken, Lappland, 738360-161980), sjö i Arjeplogs kommun och Lappland 66°31′50″N 18°30′37″Ö / 66.53049°N 18.51021°Ö
- Suolojaure (Arjeplogs socken, Lappland, 738390-154475), sjö i Arjeplogs kommun och Lappland 66°33′25″N 16°48′33″Ö / 66.55698°N 16.80909°Ö
- Suolojaure (Arvidsjaurs socken, Lappland), sjö i Arvidsjaurs kommun och Lappland 65°54′30″N 18°58′30″Ö / 65.90846°N 18.97508°Ö
- Suolojaure (Jokkmokks socken, Lappland), sjö i Jokkmokks kommun och Lappland 66°39′16″N 20°35′40″Ö / 66.65455°N 20.59456°Ö
- Suolojaure (Jukkasjärvi socken, Lappland), sjö i Kiruna kommun och Lappland 67°49′34″N 19°59′36″Ö / 67.82600°N 19.99343°Ö
- Suolojaure (Sorsele socken, Lappland, 730703-148898), sjö i Sorsele kommun och Lappland 65°51′58″N 15°34′08″Ö / 65.86608°N 15.56891°Ö
- Suolojaure (Sorsele socken, Lappland, 730852-154367), sjö i Sorsele kommun och Lappland 65°52′42″N 16°45′21″Ö / 65.87821°N 16.75577°Ö
- Suolojaure (Sorsele socken, Lappland, 730964-149236), sjö i Sorsele kommun och Lappland 65°53′20″N 15°38′25″Ö / 65.88877°N 15.64041°Ö
- Suolojaure (Sorsele socken, Lappland, 731928-147685), sjö i Sorsele kommun och Lappland 65°58′29″N 15°17′51″Ö / 65.97483°N 15.29749°Ö
- Suolojaure (Tärna socken, Lappland), sjö i Storumans kommun och Lappland 65°32′44″N 14°45′17″Ö / 65.54550°N 14.75468°Ö
- Suolopåssejaure, sjö i Arjeplogs kommun och Lappland 66°34′16″N 18°14′56″Ö / 66.57112°N 18.24883°Ö
- Suongerjaure, sjö i Gällivare kommun och Lappland 67°40′20″N 20°15′03″Ö / 67.67230°N 20.25097°Ö
- Suonijaure, sjö i Jokkmokks kommun och Lappland 66°44′58″N 20°01′24″Ö / 66.74954°N 20.02339°Ö
- Suoppetjaure, sjö i Sorsele kommun och Lappland 65°53′13″N 16°15′04″Ö / 65.88705°N 16.25109°Ö
- Suorkejaure, sjö i Gällivare kommun och Lappland 67°45′12″N 17°47′40″Ö / 67.75329°N 17.79432°Ö
- Suorvejaure, sjö i Jokkmokks kommun och Lappland 66°56′05″N 17°39′15″Ö / 66.93475°N 17.65404°Ö
- Suourojaure, sjö i Kiruna kommun och Lappland 68°16′41″N 19°05′45″Ö / 68.27810°N 19.09578°Ö
- Suppejaure, sjö i Jokkmokks kommun och Lappland 66°37′06″N 20°36′02″Ö / 66.61823°N 20.60065°Ö
- Surkojaure, sjö i Kiruna kommun och Lappland 68°29′32″N 20°45′48″Ö / 68.49236°N 20.76337°Ö
- Suttajaureh, sjö i Jokkmokks kommun och Lappland 66°23′22″N 19°24′35″Ö / 66.38934°N 19.40977°Ö
- Suttsjaure, sjö i Sorsele kommun och Lappland 65°55′51″N 16°34′09″Ö / 65.93082°N 16.56925°Ö
- Svappanjaure, sjö i Sorsele kommun och Lappland 65°43′56″N 16°24′54″Ö / 65.73232°N 16.41495°Ö
- Svartijaure, sjö i Gällivare kommun och Lappland 67°57′18″N 16°54′00″Ö / 67.95488°N 16.89994°Ö
- Sveggejaure, sjö i Arjeplogs kommun och Lappland 66°16′54″N 16°53′23″Ö / 66.28156°N 16.88966°Ö
- Sväggejaure, sjö i Arjeplogs kommun och Lappland 66°03′19″N 18°00′14″Ö / 66.05518°N 18.00379°Ö
- Sämoljaure, sjö i Jokkmokks kommun och Lappland 66°45′07″N 20°28′15″Ö / 66.75202°N 20.47091°Ö
- Såkejaure, sjö i Gällivare kommun och Lappland 66°57′01″N 21°00′58″Ö / 66.95020°N 21.01623°Ö
- Sålpåijaure, sjö i Gällivare kommun och Lappland 67°18′57″N 20°10′12″Ö / 67.31582°N 20.16999°Ö
- Sålpåkjaureh, sjö i Arjeplogs kommun och Lappland 66°32′31″N 18°34′51″Ö / 66.54208°N 18.58083°Ö
- Såmmarjaure, sjö i Arjeplogs kommun och Lappland 66°15′07″N 18°06′33″Ö / 66.25193°N 18.10927°Ö
- Sårjåsjaure, sjö i Jokkmokks kommun och Lappland 67°13′16″N 16°21′22″Ö / 67.22118°N 16.35612°Ö
- Sårkåjaure, sjö i Gällivare kommun och Lappland 67°53′21″N 16°53′22″Ö / 67.88913°N 16.88947°Ö
- Såtsanjaure, sjö i Kiruna kommun och Lappland 68°39′21″N 20°41′58″Ö / 68.65587°N 20.69942°Ö
- Södra Akkajaure, sjö i Arvidsjaurs kommun och Lappland 65°36′37″N 18°33′24″Ö / 65.61021°N 18.55674°Ö
- Södra Luossejaure, sjö i Arvidsjaurs kommun och Lappland 65°58′23″N 19°31′47″Ö / 65.97314°N 19.52961°Ö
- Södra Nuortejaure, sjö i Arvidsjaurs kommun och Lappland 65°32′41″N 19°40′39″Ö / 65.54483°N 19.67740°Ö
- Södra Råvejauren, sjö i Arvidsjaurs kommun och Lappland 65°23′55″N 19°28′40″Ö / 65.39856°N 19.47781°Ö
- Södra Saftesjaure, sjö i Arvidsjaurs kommun och Lappland 65°36′11″N 19°17′20″Ö / 65.60292°N 19.28885°Ö
- Södra Seitejaure, sjö i Arjeplogs kommun och Lappland 65°55′23″N 17°33′11″Ö / 65.92315°N 17.55312°Ö
- Södra Skilfejaure, sjö i Arvidsjaurs kommun och Lappland 65°37′12″N 19°18′08″Ö / 65.62003°N 19.30223°Ö
- Södra Vuollejaure, sjö i Arvidsjaurs kommun och Lappland 65°39′46″N 18°57′38″Ö / 65.66278°N 18.96068°Ö
- Sör-Blausjaure, sjö i Malå kommun och Lappland 65°15′30″N 18°37′15″Ö / 65.25826°N 18.62093°Ö
- Sör-Tjalmejaure, sjö i Jokkmokks kommun och Lappland 66°31′52″N 19°48′55″Ö / 66.53122°N 19.81530°Ö
- Takarjaure, sjö i Jokkmokks kommun och Lappland 67°17′42″N 18°04′54″Ö / 67.29497°N 18.08155°Ö
- Taktalisjaure (Arvidsjaurs socken, Lappland), sjö i Arvidsjaurs kommun och Lappland 66°05′36″N 19°01′02″Ö / 66.09324°N 19.01715°Ö
- Taktalisjaure (Jokkmokks socken, Lappland), sjö i Jokkmokks kommun och Lappland 66°12′08″N 20°05′32″Ö / 66.20214°N 20.09235°Ö
- Talvatisjaure, sjö i Jokkmokks kommun och Lappland 66°22′43″N 19°39′29″Ö / 66.37872°N 19.65809°Ö
- Tapmokjaure (Gällivare socken, Lappland), sjö i Gällivare kommun och Lappland 67°39′25″N 19°44′58″Ö / 67.65685°N 19.74946°Ö
- Tapmokjaure (Jokkmokks socken, Lappland, 739114-171413), sjö i Jokkmokks kommun och Lappland 66°32′55″N 20°37′17″Ö / 66.54866°N 20.62128°Ö
- Tapmokjaure (Jokkmokks socken, Lappland, 740530-170505), sjö i Jokkmokks kommun och Lappland 66°40′36″N 20°26′51″Ö / 66.67667°N 20.44759°Ö
- Tapmukjaure (Gällivare socken, Lappland, 747117-169749), sjö i Gällivare kommun och Lappland 67°16′13″N 20°22′53″Ö / 67.27039°N 20.38150°Ö
- Tapmukjaure (Gällivare socken, Lappland, 748373-168976), sjö i Gällivare kommun och Lappland 67°24′02″N 20°13′05″Ö / 67.40050°N 20.21796°Ö
- Tapmukjaure (Gällivare socken, Lappland, 750994-170522), sjö i Gällivare kommun och Lappland 67°36′34″N 20°37′50″Ö / 67.60951°N 20.63063°Ö
- Tapmukjaure (Jokkmokks socken, Lappland), sjö i Jokkmokks kommun och Lappland 66°08′45″N 19°56′41″Ö / 66.14579°N 19.94478°Ö
- Tapmukjaure (Jukkasjärvi socken, Lappland), sjö i Kiruna kommun och Lappland 68°27′41″N 20°24′33″Ö / 68.46140°N 20.40924°Ö
- Tarvasjaure, sjö i Arjeplogs kommun och Lappland 66°17′19″N 18°02′58″Ö / 66.28870°N 18.04956°Ö
- Tavekjaure (Jokkmokks socken, Lappland, 739128-172568), sjö i Jokkmokks kommun och Lappland 66°32′13″N 20°53′12″Ö / 66.53702°N 20.88676°Ö
- Tavekjaure (Jokkmokks socken, Lappland, 739774-172363), sjö i Jokkmokks kommun och Lappland 66°35′52″N 20°51′12″Ö / 66.59789°N 20.85334°Ö
- Tavekjaure (Jokkmokks socken, Lappland, 741180-169059), sjö i Jokkmokks kommun och Lappland 66°44′32″N 20°08′00″Ö / 66.74234°N 20.13330°Ö
- Tavvajaure, sjö i Kiruna kommun och Lappland 68°28′08″N 20°55′34″Ö / 68.46885°N 20.92610°Ö
- Teusajaure, sjö i Gällivare kommun och Lappland 67°41′01″N 18°10′29″Ö / 67.68353°N 18.17478°Ö
- Tiellejaure, sjö i Jokkmokks kommun och Lappland 66°06′07″N 19°41′47″Ö / 66.10203°N 19.69644°Ö
- Tjakeljaure, sjö i Gällivare kommun och Lappland 67°24′54″N 19°28′15″Ö / 67.41500°N 19.47088°Ö
- Tjakkikjaureh, sjö i Arjeplogs kommun och Lappland 66°21′50″N 15°45′09″Ö / 66.36379°N 15.75256°Ö
- Tjaktajaure, sjö i Arjeplogs kommun och Lappland 65°46′26″N 17°43′05″Ö / 65.77396°N 17.71816°Ö
- Tjaktjajaure, sjö i Jokkmokks kommun och Lappland 67°02′50″N 18°25′58″Ö / 67.04725°N 18.43273°Ö
- Tjaktjaure (Arjeplogs socken, Lappland, 737466-154607), sjö i Arjeplogs kommun och Lappland 66°28′18″N 16°48′47″Ö / 66.47158°N 16.81307°Ö
- Tjaktjaure (Arjeplogs socken, Lappland, 738883-152001), sjö i Arjeplogs kommun och Lappland 66°36′45″N 16°13′33″Ö / 66.61253°N 16.22570°Ö
- Tjaktjejaure, sjö i Arvidsjaurs kommun och Lappland 65°32′55″N 18°51′07″Ö / 65.54874°N 18.85199°Ö
- Tjallingenjaure, sjö i Vilhelmina kommun och Lappland 65°04′24″N 14°31′20″Ö / 65.07323°N 14.52229°Ö
- Tjalmejaure, sjö i Jokkmokks kommun och Lappland 66°19′59″N 20°14′33″Ö / 66.33296°N 20.24258°Ö
- Tjalmepieljaure, sjö i Gällivare kommun och Lappland 66°27′47″N 21°47′31″Ö / 66.46308°N 21.79206°Ö
- Tjalmepäljaure, sjö i Kiruna kommun och Lappland 68°10′15″N 19°41′05″Ö / 68.17075°N 19.68466°Ö
- Tjalmepåljaure, sjö i Gällivare kommun och Lappland 67°23′39″N 20°01′37″Ö / 67.39412°N 20.02695°Ö
- Tjamojaure, sjö i Kiruna kommun och Lappland 68°15′40″N 18°25′45″Ö / 68.26114°N 18.42909°Ö
- Tjapokjaure, sjö i Arvidsjaurs kommun och Lappland 66°01′29″N 19°32′28″Ö / 66.02468°N 19.54112°Ö
- Tjappisjaure, sjö i Sorsele kommun och Lappland 66°03′50″N 16°21′26″Ö / 66.06401°N 16.35729°Ö
- Tjatjajaureh, sjö i Kiruna kommun och Lappland 68°08′14″N 18°28′51″Ö / 68.13712°N 18.48090°Ö
- Tjattajaure, sjö i Arjeplogs kommun och Lappland 67°00′24″N 16°14′27″Ö / 67.00678°N 16.24074°Ö
- Tjautjasjaure, sjö i Gällivare kommun och Lappland 67°19′32″N 20°43′31″Ö / 67.32565°N 20.72540°Ö
- Tjavelgjaure, sjö i Arjeplogs kommun och Lappland 66°13′39″N 17°08′27″Ö / 66.22740°N 17.14093°Ö
- Tjavelkjaure, sjö i Jokkmokks kommun och Lappland 66°27′38″N 18°50′55″Ö / 66.46046°N 18.84855°Ö
- Tjekimjaure, sjö i Jokkmokks kommun och Lappland 67°15′52″N 17°01′13″Ö / 67.26443°N 17.02027°Ö
- Tjeknalisjaure, sjö i Jokkmokks kommun och Lappland 66°33′59″N 20°36′26″Ö / 66.56635°N 20.60710°Ö
- Tjelkajaure, sjö i Jokkmokks kommun och Lappland 66°34′28″N 20°37′43″Ö / 66.57432°N 20.62852°Ö
- Tjelkesjaure, sjö i Arjeplogs kommun och Lappland 66°09′59″N 16°47′15″Ö / 66.16636°N 16.78740°Ö
- Tjeromakjaure, sjö i Arjeplogs kommun och Lappland 66°49′39″N 16°45′08″Ö / 66.82763°N 16.75229°Ö
- Tjeurajaure (Jokkmokks socken, Lappland), sjö i Jokkmokks kommun och Lappland 67°07′09″N 17°34′42″Ö / 67.11905°N 17.57823°Ö
- Tjeurajaure (Jukkasjärvi socken, Lappland), sjö i Kiruna kommun och Lappland 67°55′37″N 18°43′37″Ö / 67.92683°N 18.72697°Ö
- Tjeuresjaure, sjö i Gällivare kommun och Lappland 66°58′40″N 20°14′34″Ö / 66.97768°N 20.24283°Ö
- Tjeutsajaure, sjö i Jokkmokks kommun och Lappland 66°38′46″N 20°05′39″Ö / 66.64610°N 20.09426°Ö
- Tjietnjalisjaure, sjö i Kiruna kommun och Lappland 68°28′26″N 18°43′37″Ö / 68.47397°N 18.72692°Ö
- Tjikkomjaure, sjö i Gällivare kommun och Lappland 67°39′17″N 18°35′53″Ö / 67.65466°N 18.59792°Ö
- Tjipkojaure, sjö i Arjeplogs kommun och Lappland 66°09′30″N 18°38′00″Ö / 66.15837°N 18.63322°Ö
- Tjirrajaure, sjö i Storumans kommun och Lappland 66°01′19″N 14°34′54″Ö / 66.02202°N 14.58164°Ö
- Tjubjajauren, sjö i Kiruna kommun och Lappland 68°07′30″N 20°38′04″Ö / 68.12508°N 20.63435°Ö
- Tjukkelejaure, sjö i Vilhelmina kommun och Lappland 65°06′27″N 14°24′13″Ö / 65.10751°N 14.40356°Ö
- Tjuktejaure, sjö i Arvidsjaurs kommun och Lappland 65°43′18″N 19°05′53″Ö / 65.72155°N 19.09806°Ö
- Tjulmajaure, sjö i Kiruna kommun och Lappland 68°13′06″N 19°21′14″Ö / 68.21821°N 19.35377°Ö
- Tjuolakjaure, sjö i Gällivare kommun och Lappland 67°52′08″N 18°01′51″Ö / 67.86901°N 18.03089°Ö
- Tjuolmajaure, sjö i Kiruna kommun och Lappland 68°38′53″N 20°20′25″Ö / 68.64812°N 20.34037°Ö
- Tjuoltajaure (Gällivare socken, Lappland), sjö i Gällivare kommun och Lappland 67°41′05″N 18°49′56″Ö / 67.68467°N 18.83217°Ö
- Tjuoltajaure (Jukkasjärvi socken, Lappland), sjö i Kiruna kommun och Lappland 68°03′25″N 19°56′59″Ö / 68.05689°N 19.94982°Ö
- Tjuonajaure, sjö i Kiruna kommun och Lappland 68°16′41″N 18°57′35″Ö / 68.27804°N 18.95961°Ö
- Tjuonjajaure, sjö i Kiruna kommun och Lappland 68°26′04″N 19°04′55″Ö / 68.43455°N 19.08191°Ö
- Tjuotejaure, sjö i Gällivare kommun och Lappland 67°20′27″N 20°22′31″Ö / 67.34093°N 20.37520°Ö
- Tjuotsetemjaure, sjö i Arvidsjaurs kommun och Lappland 65°43′50″N 18°32′03″Ö / 65.73052°N 18.53421°Ö
- Tjuoutjajaure (Gällivare socken, Lappland), sjö i Gällivare kommun och Lappland 67°15′56″N 19°23′45″Ö / 67.26558°N 19.39583°Ö
- Tjuoutjajaure (Jokkmokks socken, Lappland, 739429-171341), sjö i Jokkmokks kommun och Lappland 66°34′24″N 20°37′15″Ö / 66.57321°N 20.62085°Ö
- Tjuoutjajaure (Jokkmokks socken, Lappland, 740768-163759), sjö i Jokkmokks kommun och Lappland 66°44′11″N 18°54′38″Ö / 66.73634°N 18.91051°Ö
- Tjuoutjaure, sjö i Sorsele kommun och Lappland 65°33′16″N 17°00′13″Ö / 65.55456°N 17.00355°Ö
- Tjutejaure, sjö i Gällivare kommun och Lappland 67°26′29″N 20°11′32″Ö / 67.44146°N 20.19210°Ö
- Tjutekjaure, sjö i Gällivare kommun och Lappland 66°55′46″N 20°19′56″Ö / 66.92942°N 20.33209°Ö
- Tjutsjaure, sjö i Dorotea kommun och Lappland 64°52′47″N 15°19′39″Ö / 64.87983°N 15.32758°Ö
- Tjäktjajaure, sjö i Jokkmokks kommun och Lappland 66°22′06″N 19°03′54″Ö / 66.36847°N 19.06489°Ö
- Tjäktjaure (Arjeplogs socken, Lappland), sjö i Arjeplogs kommun och Lappland 66°14′37″N 18°27′34″Ö / 66.24356°N 18.45939°Ö
- Tjäktjaure (Sorsele socken, Lappland), sjö i Sorsele kommun och Lappland 65°30′52″N 18°12′17″Ö / 65.51449°N 18.20471°Ö
- Tjärmakjaure, sjö i Jokkmokks kommun och Lappland 66°31′57″N 20°06′46″Ö / 66.53239°N 20.11272°Ö
- Tjäukokjaure, sjö i Jokkmokks kommun och Lappland 66°44′52″N 20°32′57″Ö / 66.74780°N 20.54903°Ö
- Tjäurajaure, sjö i Jokkmokks kommun och Lappland 66°23′19″N 19°06′00″Ö / 66.38856°N 19.09997°Ö
- Tjäurisjaure, sjö i Gällivare kommun och Lappland 66°59′02″N 20°41′10″Ö / 66.98399°N 20.68602°Ö
- Tjådnejaureh, sjö i Arjeplogs kommun och Lappland 66°33′17″N 16°15′19″Ö / 66.55461°N 16.25534°Ö
- Tjåkajaure, sjö i Jokkmokks kommun och Lappland 66°16′40″N 19°14′39″Ö / 66.27770°N 19.24418°Ö
- Tjåkkalisjaure, sjö i Gällivare kommun och Lappland 67°36′12″N 19°10′20″Ö / 67.60339°N 19.17219°Ö
- Tjållårjaure, sjö i Gällivare kommun och Lappland 67°29′53″N 19°18′20″Ö / 67.49795°N 19.30557°Ö
- Tjålmakjaure (Arjeplogs socken, Lappland), sjö i Arjeplogs kommun och Lappland 65°46′06″N 18°27′08″Ö / 65.76831°N 18.45236°Ö
- Tjålmakjaure (Arvidsjaurs socken, Lappland), sjö i Arvidsjaurs kommun och Lappland 65°56′09″N 18°46′54″Ö / 65.93594°N 18.78167°Ö
- Tjålmakjaure (Jokkmokks socken, Lappland, 735503-165093), sjö i Jokkmokks kommun och Lappland 66°15′21″N 19°10′14″Ö / 66.25579°N 19.17058°Ö
- Tjålmakjaure (Jokkmokks socken, Lappland, 744289-162410), sjö i Jokkmokks kommun och Lappland 67°03′36″N 18°38′46″Ö / 67.05992°N 18.64616°Ö
- Tjålmakjaure (Vilhelmina socken, Lappland), sjö i Vilhelmina kommun och Lappland 65°00′31″N 14°41′53″Ö / 65.00870°N 14.69802°Ö
- Tjålmejaure (Gällivare socken, Lappland), sjö i Gällivare kommun och Lappland 67°24′50″N 19°33′01″Ö / 67.41380°N 19.55035°Ö
- Tjålmejaure (Jokkmokks socken, Lappland, 735101-169408), sjö i Jokkmokks kommun och Lappland 66°11′54″N 20°06′56″Ö / 66.19835°N 20.11550°Ö
- Tjålmejaure (Jokkmokks socken, Lappland, 735561-168816), sjö i Jokkmokks kommun och Lappland 66°14′32″N 19°59′47″Ö / 66.24214°N 19.99646°Ö
- Tjålmejaure (Jokkmokks socken, Lappland, 739515-169352), sjö i Jokkmokks kommun och Lappland 66°35′53″N 20°09′36″Ö / 66.59793°N 20.16004°Ö
- Tjålmejaure (Jukkasjärvi socken, Lappland), sjö i Kiruna kommun och Lappland 68°07′54″N 19°49′27″Ö / 68.13167°N 19.82429°Ö
- Tjålmejaure (Karesuando socken, Lappland), sjö i Kiruna kommun och Lappland 68°52′22″N 20°31′02″Ö / 68.87271°N 20.51717°Ö
- Tjålmejaure (Sorsele socken, Lappland), sjö i Sorsele kommun och Lappland 66°12′23″N 15°50′03″Ö / 66.20650°N 15.83416°Ö
- Tjålmukejaure, sjö i Storumans kommun och Lappland 65°32′53″N 14°44′43″Ö / 65.54795°N 14.74528°Ö
- Tjålojaure, sjö i Gällivare kommun och Lappland 67°34′17″N 20°42′31″Ö / 67.57149°N 20.70853°Ö
- Tjåltejaure (Sorsele socken, Lappland), sjö i Sorsele kommun och Lappland 65°50′55″N 15°50′11″Ö / 65.84850°N 15.83640°Ö
- Tjåltejaure (Tärna socken, Lappland), sjö i Storumans kommun och Lappland 65°33′51″N 14°34′42″Ö / 65.56427°N 14.57828°Ö
- Tjåmotisjaure, sjö i Jokkmokks kommun och Lappland 66°54′13″N 18°26′16″Ö / 66.90350°N 18.43784°Ö
- Tjånkajaure, sjö i Sorsele kommun och Lappland 66°05′14″N 15°48′58″Ö / 66.08723°N 15.81613°Ö
- Tjårkijaure, sjö i Kiruna kommun och Lappland 67°41′38″N 20°32′40″Ö / 67.69394°N 20.54435°Ö
- Tjårokjaure (Arjeplogs socken, Lappland), sjö i Arjeplogs kommun och Lappland 66°28′16″N 17°30′36″Ö / 66.47118°N 17.51013°Ö
- Tjårokjaure (Jokkmokks socken, Lappland), sjö i Jokkmokks kommun och Lappland 67°04′12″N 17°31′15″Ö / 67.06998°N 17.52082°Ö
- Tjårvejaure, sjö i Gällivare kommun och Lappland 67°34′35″N 20°38′12″Ö / 67.57635°N 20.63656°Ö
- Tjåurajaureh, sjö i Kiruna kommun och Lappland 68°17′24″N 20°58′27″Ö / 68.29005°N 20.97427°Ö
- Tjåutjajaure, sjö i Kiruna kommun och Lappland 68°07′04″N 20°53′59″Ö / 68.11783°N 20.89983°Ö
- Trappojaure, sjö i Arvidsjaurs kommun och Lappland 65°39′00″N 18°56′32″Ö / 65.65005°N 18.94217°Ö
- Trapposjaure, sjö i Gällivare kommun och Lappland 66°47′43″N 20°34′02″Ö / 66.79524°N 20.56731°Ö
- Träskajaure, sjö i Jokkmokks kommun och Lappland 66°24′21″N 21°08′55″Ö / 66.40597°N 21.14850°Ö
- Tsuokudakjaure, sjö i Kiruna kommun och Lappland 68°16′16″N 22°25′55″Ö / 68.27109°N 22.43189°Ö
- Tsuonamajaure, sjö i Kiruna kommun och Lappland 68°12′55″N 22°13′11″Ö / 68.21522°N 22.21973°Ö
- Tsuoppojaure, sjö i Arjeplogs kommun och Lappland 66°39′17″N 17°40′43″Ö / 66.65477°N 17.67857°Ö
- Tsutsajaure, sjö i Kiruna kommun och Lappland 67°54′22″N 18°13′47″Ö / 67.90621°N 18.22984°Ö
- Tsäkkejaure, sjö i Arjeplogs kommun och Lappland 66°44′48″N 16°33′36″Ö / 66.74679°N 16.55994°Ö
- Tsåkokjaure, sjö i Jokkmokks kommun och Lappland 66°21′03″N 19°04′23″Ö / 66.35097°N 19.07312°Ö
- Tsåkulakjaureh (Gällivare socken, Lappland, 748512-169406), sjö i Gällivare kommun och Lappland 67°24′12″N 20°19′21″Ö / 67.40326°N 20.32244°Ö
- Tsåkulakjaureh (Gällivare socken, Lappland, 748713-169398), sjö i Gällivare kommun och Lappland 67°24′50″N 20°19′22″Ö / 67.41377°N 20.32279°Ö
- Tsåutsojaure (Jukkasjärvi socken, Lappland), sjö i Kiruna kommun och Lappland 68°33′10″N 19°58′22″Ö / 68.55269°N 19.97278°Ö
- Tsåutsojaure (Karesuando socken, Lappland), sjö i Kiruna kommun och Lappland 68°30′41″N 20°37′06″Ö / 68.51125°N 20.61822°Ö
- Tunkajaure, sjö i Arvidsjaurs kommun och Lappland 66°00′10″N 19°51′44″Ö / 66.00272°N 19.86219°Ö
- Tuolajaure (Jokkmokks socken, Lappland, 739857-171764), sjö i Jokkmokks kommun och Lappland 66°36′36″N 20°42′56″Ö / 66.61009°N 20.71557°Ö
- Tuolajaure (Jokkmokks socken, Lappland, 740025-171556), sjö i Jokkmokks kommun och Lappland 66°37′28″N 20°40′32″Ö / 66.62437°N 20.67563°Ö
- Tuoptejaure, sjö i Kiruna kommun och Lappland 68°22′36″N 19°17′17″Ö / 68.37662°N 19.28796°Ö
- Tuorpunjaure (Arjeplogs socken, Lappland), sjö i Arjeplogs kommun och Lappland 66°33′29″N 18°04′19″Ö / 66.55808°N 18.07204°Ö
- Tuorpunjaure (Jokkmokks socken, Lappland, 737136-167164), sjö i Jokkmokks kommun och Lappland 66°23′44″N 19°38′31″Ö / 66.39546°N 19.64207°Ö
- Tuorpunjaure (Jokkmokks socken, Lappland, 741688-165874), sjö i Jokkmokks kommun och Lappland 66°48′41″N 19°23′55″Ö / 66.81136°N 19.39852°Ö
- Tuossajaure, sjö i Kiruna kommun och Lappland 68°06′43″N 20°26′43″Ö / 68.11181°N 20.44537°Ö
- Tuottarjaure (Jokkmokks socken, Lappland, 743479-159298), sjö i Jokkmokks kommun och Lappland 66°59′30″N 17°56′49″Ö / 66.99163°N 17.94701°Ö
- Tuottarjaure (Jokkmokks socken, Lappland, 746334-155401), sjö i Jokkmokks kommun och Lappland 67°16′27″N 17°03′26″Ö / 67.27410°N 17.05717°Ö
- Tutturjaure, sjö i Gällivare kommun och Lappland 67°56′56″N 17°45′02″Ö / 67.94882°N 17.75042°Ö
- Tåkasjaure, sjö i Jokkmokks kommun och Lappland 66°23′26″N 20°47′55″Ö / 66.39043°N 20.79865°Ö
- Tåktåsjaure, sjö i Jokkmokks kommun och Lappland 66°10′25″N 20°03′18″Ö / 66.17370°N 20.05509°Ö
- Tålakjaure, sjö i Kiruna kommun och Lappland 67°57′22″N 19°07′30″Ö / 67.95607°N 19.12509°Ö
- Tåresjaure (Arjeplogs socken, Lappland, 740747-157723), sjö i Arjeplogs kommun och Lappland 66°45′38″N 17°34′11″Ö / 66.76053°N 17.56965°Ö
- Tåresjaure (Arjeplogs socken, Lappland, 743292-155103), sjö i Arjeplogs kommun och Lappland 66°59′44″N 16°58′43″Ö / 66.99552°N 16.97865°Ö
- Tåresjaure (Jokkmokks socken, Lappland), sjö i Jokkmokks kommun och Lappland 66°39′41″N 20°35′09″Ö / 66.66148°N 20.58570°Ö
- Tårrajaure, sjö i Jokkmokks kommun och Lappland 66°24′45″N 19°43′41″Ö / 66.41254°N 19.72810°Ö
- Tåssakenpadajaure, sjö i Kiruna kommun och Lappland 68°19′50″N 18°07′21″Ö / 68.33055°N 18.12250°Ö
- Tåtnjaranjaure, sjö i Kiruna kommun och Lappland 68°16′46″N 18°16′51″Ö / 68.27947°N 18.28079°Ö
- Uddjaure, sjö i Arjeplogs kommun och Lappland 65°58′50″N 17°43′29″Ö / 65.98058°N 17.72480°Ö
- Udtjajaure, sjö i Jokkmokks kommun och Lappland 66°18′10″N 19°01′07″Ö / 66.30291°N 19.01868°Ö
- Uitujaure, sjö i Kiruna kommun och Lappland 68°10′36″N 19°35′00″Ö / 68.17677°N 19.58336°Ö
- Uljajaure, sjö i Arjeplogs kommun och Lappland 65°55′46″N 17°41′05″Ö / 65.92958°N 17.68473°Ö
- Ullisjaure, sjö i Storumans kommun och Lappland 65°14′38″N 16°25′26″Ö / 65.24402°N 16.42402°Ö
- Unna Kartojaure, sjö i Gällivare kommun och Lappland 67°03′39″N 20°16′44″Ö / 67.06078°N 20.27877°Ö
- Unna Ranesjaure, sjö i Jokkmokks kommun och Lappland 66°38′56″N 20°42′56″Ö / 66.64884°N 20.71556°Ö
- Unna Tuottarjaure, sjö i Jokkmokks kommun och Lappland 67°15′09″N 17°02′07″Ö / 67.25239°N 17.03518°Ö
- Unna Vistasajaure, sjö i Kiruna kommun och Lappland 68°05′03″N 18°27′52″Ö / 68.08418°N 18.46443°Ö
- Unna Åtåsjaure, sjö i Jokkmokks kommun och Lappland 66°40′47″N 20°28′36″Ö / 66.67986°N 20.47654°Ö
- Unna-Serrojaure, sjö i Gällivare kommun och Lappland 67°35′05″N 19°34′12″Ö / 67.58486°N 19.56991°Ö
- Unnakuossajaure, sjö i Kiruna kommun och Lappland 67°51′05″N 19°41′16″Ö / 67.85150°N 19.68788°Ö
- Urtejaure, sjö i Gällivare kommun och Lappland 67°45′15″N 18°46′01″Ö / 67.75425°N 18.76702°Ö
- Utsa Dautojaure, sjö i Sorsele kommun och Lappland 66°04′40″N 16°18′10″Ö / 66.07774°N 16.30280°Ö
- Utsep Vuoskonjaure, sjö i Jokkmokks kommun och Lappland 66°48′42″N 18°05′29″Ö / 66.81153°N 18.09131°Ö
- Uttje Dukkejaure, sjö i Sorsele kommun och Lappland 66°10′07″N 15°35′14″Ö / 66.16869°N 15.58714°Ö
- Vadnejaure, sjö i Kiruna kommun och Lappland 68°12′41″N 20°16′03″Ö / 68.21150°N 20.26749°Ö
- Vaggejaure, sjö i Sorsele kommun och Lappland 66°12′07″N 15°48′21″Ö / 66.20184°N 15.80574°Ö
- Vaimujaure, sjö i Kiruna kommun och Lappland 68°27′15″N 19°04′51″Ö / 68.45405°N 19.08082°Ö
- Vajkijaure, sjö i Jokkmokks kommun och Lappland 66°40′04″N 19°42′20″Ö / 66.66791°N 19.70563°Ö
- Vakojaure, sjö i Kiruna kommun och Lappland 68°01′18″N 20°17′28″Ö / 68.02154°N 20.29098°Ö
- Vaksemjaure, sjö i Arvidsjaurs kommun och Lappland 65°42′40″N 18°53′34″Ö / 65.71121°N 18.89291°Ö
- Valasjaure, sjö i Kiruna kommun och Lappland 67°59′42″N 19°12′35″Ö / 67.99509°N 19.20967°Ö
- Valfojaure, sjö i Kiruna kommun och Lappland 68°15′28″N 18°15′01″Ö / 68.25786°N 18.25014°Ö
- Valkanjaure, sjö i Arvidsjaurs kommun och Lappland 65°57′45″N 18°41′04″Ö / 65.96238°N 18.68438°Ö
- Valtanjaure, sjö i Vilhelmina kommun och Lappland 65°17′02″N 14°28′27″Ö / 65.28388°N 14.47412°Ö
- Vanasjaure, sjö i Gällivare kommun och Lappland 67°57′50″N 17°55′45″Ö / 67.96401°N 17.92916°Ö
- Varanesjaure, sjö i Jokkmokks kommun och Lappland 66°39′22″N 20°32′43″Ö / 66.65605°N 20.54523°Ö
- Varekaskajaure, sjö i Kiruna kommun och Lappland 68°04′03″N 20°40′25″Ö / 68.06757°N 20.67350°Ö
- Varekjaure, sjö i Arjeplogs kommun och Lappland 65°46′10″N 17°48′34″Ö / 65.76938°N 17.80931°Ö
- Varevuoljaure, sjö i Jokkmokks kommun och Lappland 66°09′08″N 19°59′58″Ö / 66.15221°N 19.99955°Ö
- Varrajaure, sjö i Arjeplogs kommun och Lappland 66°04′58″N 17°39′34″Ö / 66.08284°N 17.65957°Ö
- Vartojaure, sjö i Jokkmokks kommun och Lappland 67°33′06″N 17°33′04″Ö / 67.55167°N 17.55117°Ö
- Varvekjaure, sjö i Arjeplogs kommun och Lappland 67°04′42″N 16°36′51″Ö / 67.07832°N 16.61416°Ö
- Vasajaure, sjö i Kiruna kommun och Lappland 68°03′06″N 18°41′21″Ö / 68.05178°N 18.68928°Ö
- Vasalåmejaure, sjö i Kiruna kommun och Lappland 68°01′32″N 18°40′58″Ö / 68.02542°N 18.68287°Ö
- Vasapadajaure, sjö i Kiruna kommun och Lappland 68°03′46″N 18°38′34″Ö / 68.06282°N 18.64266°Ö
- Vassejaure, sjö i Kiruna kommun och Lappland 68°21′27″N 20°41′30″Ö / 68.35738°N 20.69175°Ö
- Vassijaure (sjö), sjö i Kiruna kommun och Lappland 68°26′20″N 18°12′02″Ö / 68.43898°N 18.20065°Ö
- Vastenjaure, sjö i Jokkmokks kommun och Lappland 67°28′47″N 16°34′05″Ö / 67.47982°N 16.56814°Ö
- Vattemjaure, sjö i Arvidsjaurs kommun och Lappland 65°32′47″N 18°53′51″Ö / 65.54648°N 18.89743°Ö
- Vaurakjaure, sjö i Kiruna kommun och Lappland 69°01′43″N 20°24′23″Ö / 69.02860°N 20.40638°Ö
- Verdejaure, sjö i Arjeplogs kommun och Lappland 66°30′49″N 15°34′33″Ö / 66.51366°N 15.57580°Ö
- Viddnarjaure, sjö i Kiruna kommun och Lappland 68°34′20″N 20°45′45″Ö / 68.57230°N 20.76257°Ö
- Vidjajaure, sjö i Gällivare kommun och Lappland 67°48′56″N 18°08′31″Ö / 67.81544°N 18.14185°Ö
- Vidnarjaure, sjö i Kiruna kommun och Lappland 67°52′44″N 19°00′01″Ö / 67.87902°N 19.00028°Ö
- Vieddekjaure, sjö i Arvidsjaurs kommun och Lappland 65°56′39″N 18°32′31″Ö / 65.94407°N 18.54200°Ö
- Viejejaure, sjö i Arjeplogs kommun och Lappland 66°16′08″N 16°51′37″Ö / 66.26876°N 16.86017°Ö
- Viektahajaure, sjö i Kiruna kommun och Lappland 68°02′24″N 20°00′30″Ö / 68.04005°N 20.00847°Ö
- Vierikjaure, sjö i Arvidsjaurs kommun och Lappland 65°33′19″N 19°23′19″Ö / 65.55525°N 19.38869°Ö
- Viernajauretje, sjö i Storumans kommun och Lappland 65°44′12″N 15°45′08″Ö / 65.73666°N 15.75234°Ö
- Viertjajaureh, sjö i Gällivare kommun och Lappland 67°55′21″N 17°41′50″Ö / 67.92244°N 17.69720°Ö
- Vietjerjaure, sjö i Jokkmokks kommun och Lappland 67°36′25″N 16°34′01″Ö / 67.60706°N 16.56684°Ö
- Villitjaure, sjö i Arvidsjaurs kommun och Lappland 65°35′42″N 19°43′29″Ö / 65.59490°N 19.72460°Ö
- Virtajaure, sjö i Gällivare kommun och Lappland 67°21′54″N 18°58′29″Ö / 67.36501°N 18.97477°Ö
- Viseljaure, sjö i Malå kommun och Lappland 65°19′30″N 18°51′14″Ö / 65.32500°N 18.85379°Ö
- Vistajaure, sjö i Jokkmokks kommun och Lappland 67°01′17″N 18°04′19″Ö / 67.02138°N 18.07199°Ö
- Vitnjuljaure, sjö i Sorsele kommun och Lappland 66°09′12″N 16°02′25″Ö / 66.15324°N 16.04039°Ö
- Voukakjaure, sjö i Sorsele kommun och Lappland 66°14′57″N 15°43′08″Ö / 66.24926°N 15.71878°Ö
- Vuodekjaure, sjö i Arjeplogs kommun och Lappland 65°58′39″N 17°20′23″Ö / 65.97763°N 17.33982°Ö
- Vuoggatjålmejaure, sjö i Arjeplogs kommun och Lappland 66°35′02″N 16°19′25″Ö / 66.58399°N 16.32372°Ö
- Vuoiramjaure, sjö i Sorsele kommun och Lappland 65°50′51″N 15°56′18″Ö / 65.84746°N 15.93842°Ö
- Vuokajaureh, sjö i Jokkmokks kommun och Lappland 66°53′19″N 17°31′23″Ö / 66.88868°N 17.52318°Ö
- Vuoksakjaureh, sjö i Jokkmokks kommun och Lappland 66°41′02″N 18°03′12″Ö / 66.68377°N 18.05345°Ö
- Vuoksojaure, sjö i Arjeplogs kommun och Lappland 66°24′25″N 17°12′42″Ö / 66.40697°N 17.21160°Ö
- Vuoktanjaure, sjö i Arjeplogs kommun och Lappland 66°30′58″N 17°19′45″Ö / 66.51620°N 17.32906°Ö
- Vuoleb Muitunisjaure, sjö i Arjeplogs kommun och Lappland 66°35′43″N 16°10′19″Ö / 66.59518°N 16.17196°Ö
- Vuoleb Silbojaure, sjö i Arjeplogs kommun och Lappland 66°29′49″N 16°20′16″Ö / 66.49687°N 16.33786°Ö
- Vuoleb Sårvejaure, sjö i Arjeplogs kommun och Lappland 66°34′32″N 16°03′00″Ö / 66.57542°N 16.04999°Ö
- Vuoleb Tjallasjaure, sjö i Arjeplogs kommun och Lappland 66°21′36″N 16°39′31″Ö / 66.35994°N 16.65868°Ö
- Vuolejaure, Lappland, sjö i Sorsele kommun och Lappland 65°45′31″N 16°03′44″Ö / 65.75852°N 16.06233°Ö
- Vuolemus Kårsavaggejaure, sjö i Kiruna kommun och Lappland 68°19′57″N 18°33′41″Ö / 68.33240°N 18.56137°Ö
- Vuolemus Njakajaure, sjö i Kiruna kommun och Lappland 68°18′51″N 20°16′35″Ö / 68.31423°N 20.27644°Ö
- Vuolemus Våkajaure, sjö i Kiruna kommun och Lappland 68°39′32″N 20°34′41″Ö / 68.65899°N 20.57795°Ö
- Vuolep Allakasjaure, sjö i Kiruna kommun och Lappland 68°10′23″N 18°10′23″Ö / 68.17303°N 18.17313°Ö
- Vuolep Appojaure, sjö i Gällivare kommun och Lappland 67°12′10″N 19°20′51″Ö / 67.20281°N 19.34758°Ö
- Vuolep Huikajaure, sjö i Kiruna kommun och Lappland 68°15′05″N 20°29′20″Ö / 68.25150°N 20.48877°Ö
- Vuolep Jervasjaure, sjö i Jokkmokks kommun och Lappland 66°42′15″N 18°33′48″Ö / 66.70429°N 18.56347°Ö
- Vuolep Kaitumjaure, sjö i Gällivare kommun och Lappland 67°37′55″N 18°51′56″Ö / 67.63181°N 18.86567°Ö
- Vuolep Luoktejaure, sjö i Kiruna kommun och Lappland 68°03′49″N 18°09′35″Ö / 68.06359°N 18.15974°Ö
- Vuolep Luoktekjaure, sjö i Kiruna kommun och Lappland 68°03′47″N 18°12′49″Ö / 68.06300°N 18.21366°Ö
- Vuolep Njakajaure, sjö i Kiruna kommun och Lappland 68°20′28″N 18°46′50″Ö / 68.34120°N 18.78056°Ö
- Vuolep Njuorajaure, sjö i Kiruna kommun och Lappland 68°29′23″N 18°22′59″Ö / 68.48984°N 18.38302°Ö
- Vuolep Skartajaure, sjö i Gällivare kommun och Lappland 67°46′14″N 18°33′30″Ö / 67.77046°N 18.55840°Ö
- Vuolep Tjuolmajaure, sjö i Kiruna kommun och Lappland 68°36′44″N 20°18′25″Ö / 68.61217°N 20.30700°Ö
- Vuolep Tjuorvosjaure, sjö i Kiruna kommun och Lappland 68°15′10″N 18°25′01″Ö / 68.25281°N 18.41701°Ö
- Vuolep Tjäpukjaure, sjö i Arjeplogs kommun och Lappland 66°40′50″N 17°34′14″Ö / 66.68060°N 17.57051°Ö
- Vuoletsjaure, sjö i Arvidsjaurs kommun och Lappland 65°46′47″N 19°34′05″Ö / 65.77965°N 19.56810°Ö
- Vuolgamjaure, sjö i Arvidsjaurs kommun och Lappland 65°40′12″N 18°32′38″Ö / 65.66994°N 18.54393°Ö
- Vuolle Alesjaure, sjö i Kiruna kommun och Lappland 68°09′29″N 18°26′36″Ö / 68.15809°N 18.44335°Ö
- Vuolle Bieljaure, sjö i Arjeplogs kommun och Lappland 66°18′20″N 16°56′04″Ö / 66.30563°N 16.93439°Ö
- Vuolle Måskejaure, sjö i Arjeplogs kommun och Lappland 66°27′57″N 17°59′02″Ö / 66.46575°N 17.98398°Ö
- Vuolle-Paktjajaure, sjö i Jokkmokks kommun och Lappland 66°20′21″N 18°55′17″Ö / 66.33909°N 18.92142°Ö
- Vuolle-Råvvejaure, sjö i Jokkmokks kommun och Lappland 67°07′45″N 16°55′23″Ö / 67.12910°N 16.92311°Ö
- Vuolle-Åikejaure, sjö i Sorsele kommun och Lappland 66°02′56″N 15°32′29″Ö / 66.04880°N 15.54139°Ö
- Vuollejaure (Arjeplogs socken, Lappland, 734132-163081), sjö i Arjeplogs kommun och Lappland 66°08′50″N 18°41′33″Ö / 66.14722°N 18.69250°Ö
- Vuollejaure (Arjeplogs socken, Lappland, 737437-153457), sjö i Arjeplogs kommun och Lappland 66°28′10″N 16°35′19″Ö / 66.46936°N 16.58859°Ö
- Vuolperjaure, sjö i Arvidsjaurs kommun och Lappland 65°40′44″N 18°52′47″Ö / 65.67880°N 18.87968°Ö
- Vuoltajaure, sjö i Arjeplogs kommun och Lappland 66°11′01″N 17°53′05″Ö / 66.18360°N 17.88466°Ö
- Vuolvojaure, sjö i Arjeplogs kommun och Lappland 66°24′36″N 18°29′07″Ö / 66.41003°N 18.48532°Ö
- Vuomajaure (Jukkasjärvi socken, Lappland, 759238-168845), sjö i Kiruna kommun och Lappland 68°21′31″N 20°24′54″Ö / 68.35871°N 20.41495°Ö
- Vuomajaure (Jukkasjärvi socken, Lappland, 759299-167978), sjö i Kiruna kommun och Lappland 68°22′19″N 20°10′53″Ö / 68.37201°N 20.18139°Ö
- Vuomajaure (Karesuando socken, Lappland), sjö i Kiruna kommun och Lappland 68°27′43″N 21°04′28″Ö / 68.46208°N 21.07458°Ö
- Vuomejaure, sjö i Sorsele kommun och Lappland 65°55′41″N 15°53′31″Ö / 65.92812°N 15.89206°Ö
- Vuonatjjaure, sjö i Arjeplogs kommun och Lappland 66°30′39″N 17°44′46″Ö / 66.51095°N 17.74622°Ö
- Vuopejaure, sjö i Jokkmokks kommun och Lappland 66°36′37″N 20°35′18″Ö / 66.61016°N 20.58823°Ö
- Vuordnajaure, sjö i Arjeplogs kommun och Lappland 66°20′19″N 15°51′05″Ö / 66.33850°N 15.85127°Ö
- Vuorekjaure, sjö i Arjeplogs kommun och Lappland 66°09′21″N 16°12′22″Ö / 66.15595°N 16.20617°Ö
- Vuoskeljaure, sjö i Jokkmokks kommun och Lappland 67°29′49″N 17°59′54″Ö / 67.49699°N 17.99833°Ö
- Vuoskojaure (Gällivare socken, Lappland, 745939-167193), sjö i Gällivare kommun och Lappland 67°11′01″N 19°46′16″Ö / 67.18371°N 19.77114°Ö
- Vuoskojaure (Gällivare socken, Lappland, 747005-172603), sjö i Gällivare kommun och Lappland 67°14′33″N 21°02′32″Ö / 67.24260°N 21.04227°Ö
- Vuoskojaure (Jokkmokks socken, Lappland), sjö i Jokkmokks kommun och Lappland 66°37′01″N 20°36′45″Ö / 66.61688°N 20.61261°Ö
- Vuoskojaure (Jukkasjärvi socken, Lappland, 758801-163578), sjö i Kiruna kommun och Lappland 68°20′46″N 19°06′01″Ö / 68.34614°N 19.10028°Ö
- Vuoskojaure (Jukkasjärvi socken, Lappland, 759250-167458), sjö i Kiruna kommun och Lappland 68°22′56″N 20°01′50″Ö / 68.38228°N 20.03062°Ö
- Vuoskomjaure, sjö i Gällivare kommun och Lappland 66°25′44″N 21°37′07″Ö / 66.42897°N 21.61862°Ö
- Vuoskonjaure (Arjeplogs socken, Lappland), sjö i Arjeplogs kommun och Lappland 66°45′47″N 17°32′10″Ö / 66.76314°N 17.53600°Ö
- Vuoskonjaure (Arvidsjaurs socken, Lappland, 729567-162304), sjö i Arjeplogs kommun och Lappland 65°44′27″N 18°28′07″Ö / 65.74092°N 18.46854°Ö
- Vuoskonjaure (Arvidsjaurs socken, Lappland, 729772-166376), sjö i Arvidsjaurs kommun och Lappland 65°44′17″N 19°22′19″Ö / 65.73793°N 19.37188°Ö
- Vuoskonjaure (Jokkmokks socken, Lappland, 740708-171297), sjö i Jokkmokks kommun och Lappland 66°41′14″N 20°37′45″Ö / 66.68720°N 20.62926°Ö
- Vuoskonjaure (Jokkmokks socken, Lappland, 741600-160110), sjö i Jokkmokks kommun och Lappland 66°48′45″N 18°08′08″Ö / 66.81250°N 18.13556°Ö
- Vuoskunjaure, sjö i Arjeplogs kommun och Lappland 66°30′48″N 18°21′11″Ö / 66.51347°N 18.35316°Ö
- Vuosmajaure, sjö i Gällivare kommun och Lappland 67°06′36″N 20°02′42″Ö / 67.10993°N 20.04511°Ö
- Vuotjejaure, sjö i Kiruna kommun och Lappland 68°13′29″N 19°06′56″Ö / 68.22474°N 19.11567°Ö
- Vuotnajaure (Gällivare socken, Lappland), sjö i Gällivare kommun och Lappland 67°36′33″N 20°24′09″Ö / 67.60904°N 20.40259°Ö
- Vuotnajaure (Jokkmokks socken, Lappland), sjö i Jokkmokks kommun och Lappland 66°33′29″N 20°48′39″Ö / 66.55799°N 20.81091°Ö
- Vuotsjaure, sjö i Sorsele kommun och Lappland 66°06′19″N 16°03′36″Ö / 66.10541°N 16.06007°Ö
- Vuottasjaure (Gällivare socken, Lappland, 738016-176596), sjö i Gällivare kommun och Lappland 66°24′38″N 21°45′06″Ö / 66.41044°N 21.75179°Ö
- Vuottasjaure (Gällivare socken, Lappland, 747819-167231), sjö i Gällivare kommun och Lappland 67°21′04″N 19°47′17″Ö / 67.35116°N 19.78796°Ö
- Vuottasjaure (Gällivare socken, Lappland, 750580-168526), sjö i Gällivare kommun och Lappland 67°35′21″N 20°09′02″Ö / 67.58930°N 20.15057°Ö
- Vuoutsakjaure, sjö i Jokkmokks kommun och Lappland 67°05′24″N 17°00′58″Ö / 67.08995°N 17.01612°Ö
- Vuovosjaure, sjö i Sorsele kommun och Lappland 65°52′45″N 16°39′50″Ö / 65.87929°N 16.66396°Ö
- Vurvejaure, sjö i Kiruna kommun och Lappland 68°50′26″N 20°47′09″Ö / 68.84051°N 20.78573°Ö
- Välijaure, sjö i Kiruna kommun och Lappland 68°07′07″N 19°00′11″Ö / 68.11862°N 19.00295°Ö
- Västra Appokjaure, sjö i Jokkmokks kommun och Lappland 66°26′24″N 19°48′44″Ö / 66.44013°N 19.81234°Ö
- Västra Bärtejaure, sjö i Sorsele kommun och Lappland 65°58′00″N 16°23′44″Ö / 65.96656°N 16.39567°Ö
- Västra Dålpokjaure, sjö i Arvidsjaurs kommun och Lappland 65°38′43″N 18°54′16″Ö / 65.64526°N 18.90441°Ö
- Västra Dårejaure, sjö i Arvidsjaurs kommun och Lappland 65°27′26″N 19°35′18″Ö / 65.45735°N 19.58842°Ö
- Västra Gangsjajaure, sjö i Arvidsjaurs kommun och Lappland 65°58′34″N 18°45′48″Ö / 65.97605°N 18.76344°Ö
- Västra Gåbdejaure, sjö i Arvidsjaurs kommun och Lappland 65°48′40″N 19°47′57″Ö / 65.81115°N 19.79911°Ö
- Västra Jåttåjaure, sjö i Arvidsjaurs kommun och Lappland 65°57′03″N 19°17′06″Ö / 65.95095°N 19.28492°Ö
- Västra Kikkejaure, sjö i Arvidsjaurs kommun och Lappland 65°42′48″N 18°57′15″Ö / 65.71336°N 18.95421°Ö
- Västra Limsjaure, sjö i Arjeplogs kommun och Lappland 66°26′04″N 18°13′07″Ö / 66.43431°N 18.21865°Ö
- Västra Mullejaure, sjö i Arjeplogs kommun och Lappland 65°48′18″N 17°39′49″Ö / 65.80504°N 17.66362°Ö
- Västra Muorrejaure, sjö i Arvidsjaurs kommun och Lappland 65°39′23″N 18°41′47″Ö / 65.65636°N 18.69627°Ö
- Västra Nuollajaure, sjö i Arjeplogs kommun och Lappland 65°42′27″N 17°54′16″Ö / 65.70745°N 17.90451°Ö
- Västra Puornajaure, sjö i Jokkmokks kommun och Lappland 66°15′47″N 19°37′38″Ö / 66.26300°N 19.62724°Ö
- Västra Radnejaure, sjö i Arjeplogs kommun och Lappland 65°59′30″N 18°11′31″Ö / 65.99172°N 18.19196°Ö
- Västra Råvojaure, sjö i Sorsele kommun och Lappland 65°51′37″N 16°46′22″Ö / 65.86026°N 16.77285°Ö
- Västra Sarvasjaure, sjö i Arvidsjaurs kommun och Lappland 65°40′32″N 19°22′08″Ö / 65.67569°N 19.36876°Ö
- Västra Tjuoutjajaure, sjö i Kiruna kommun och Lappland 67°57′59″N 19°41′56″Ö / 67.96647°N 19.69876°Ö
- Västra Tjålmejaure (Arjeplogs socken, Lappland), sjö i Arjeplogs kommun och Lappland 66°14′54″N 16°06′55″Ö / 66.24835°N 16.11533°Ö
- Västra Tjålmejaure (Jokkmokks socken, Lappland), sjö i Jokkmokks kommun och Lappland 66°39′06″N 20°15′15″Ö / 66.65163°N 20.25420°Ö
- Västra Vejejaure, sjö i Arjeplogs kommun och Lappland 65°46′08″N 17°58′17″Ö / 65.76879°N 17.97129°Ö
- Västra Ållojaure, sjö i Jokkmokks kommun och Lappland 66°39′50″N 19°53′13″Ö / 66.66376°N 19.88686°Ö
- Äijejaure, sjö i Arjeplogs kommun och Lappland 65°44′52″N 18°25′57″Ö / 65.74774°N 18.43258°Ö
- Änamusjaure (Arjeplogs socken, Lappland), sjö i Arjeplogs kommun och Lappland 66°20′19″N 17°45′10″Ö / 66.33854°N 17.75277°Ö
- Änamusjaure (Jokkmokks socken, Lappland), sjö i Jokkmokks kommun och Lappland 66°51′07″N 17°59′10″Ö / 66.85195°N 17.98610°Ö
- Änojaure, sjö i Jokkmokks kommun och Lappland 67°00′12″N 17°42′21″Ö / 67.00321°N 17.70580°Ö
- Äparasjaure, sjö i Kiruna kommun och Lappland 68°16′55″N 18°25′39″Ö / 68.28207°N 18.42762°Ö
- Äsmisjaure, sjö i Sorsele kommun och Lappland 66°10′58″N 15°26′50″Ö / 66.18277°N 15.44727°Ö
- Ätnajaure (Gällivare socken, Lappland), sjö i Gällivare kommun och Lappland 67°14′24″N 19°47′25″Ö / 67.24001°N 19.79017°Ö
- Ätnajaure (Jokkmokks socken, Lappland), sjö i Jokkmokks kommun och Lappland 66°39′00″N 20°43′50″Ö / 66.64999°N 20.73052°Ö
- Åggojaure, sjö i Kiruna kommun och Lappland 68°57′11″N 20°38′56″Ö / 68.95314°N 20.64889°Ö
- Åggomjaure, sjö i Arjeplogs kommun och Lappland 66°25′40″N 18°01′42″Ö / 66.42789°N 18.02842°Ö
- Åggumjaure, sjö i Jokkmokks kommun och Lappland 66°33′25″N 20°55′10″Ö / 66.55681°N 20.91949°Ö
- Ållojaure, sjö i Jokkmokks kommun och Lappland 67°07′12″N 19°27′34″Ö / 67.12011°N 19.45935°Ö
- Ålmaijaure, sjö i Kiruna kommun och Lappland 68°00′41″N 19°36′45″Ö / 68.01141°N 19.61240°Ö
- Årjeb Issmejaure, sjö i Arjeplogs kommun och Lappland 66°17′48″N 17°11′49″Ö / 66.29678°N 17.19698°Ö
- Årjep Kaskojaure, sjö i Arjeplogs kommun och Lappland 66°11′42″N 18°45′19″Ö / 66.19495°N 18.75526°Ö
- Årjep Kavakjaure, sjö i Gällivare kommun och Lappland 67°26′58″N 20°02′44″Ö / 67.44941°N 20.04566°Ö
- Årjep Soulojaure, sjö i Jokkmokks kommun och Lappland 66°16′12″N 19°00′34″Ö / 66.26989°N 19.00935°Ö
- Årjep Tjeurajaure, sjö i Jokkmokks kommun och Lappland 67°30′11″N 17°45′46″Ö / 67.50297°N 17.76280°Ö
- Åroijaure, sjö i Jokkmokks kommun och Lappland 66°04′12″N 20°02′11″Ö / 66.07008°N 20.03643°Ö
- Årosnjarkajaure, sjö i Kiruna kommun och Lappland 68°27′31″N 18°22′57″Ö / 68.45872°N 18.38241°Ö
- Årrejaure, sjö i Jokkmokks kommun och Lappland 66°31′04″N 20°08′51″Ö / 66.51787°N 20.14737°Ö
- Årrekjaure (Gällivare socken, Lappland), sjö i Gällivare kommun och Lappland 66°47′49″N 20°28′30″Ö / 66.79702°N 20.47491°Ö
- Årrekjaure (Jokkmokks socken, Lappland), sjö i Jokkmokks kommun och Lappland 66°22′20″N 18°48′48″Ö / 66.37227°N 18.81346°Ö
- Åssejaure, sjö i Arvidsjaurs kommun och Lappland 65°53′00″N 18°28′42″Ö / 65.88327°N 18.47847°Ö
- Åtemjaure, sjö i Jokkmokks kommun och Lappland 66°43′31″N 19°26′28″Ö / 66.72534°N 19.44114°Ö
- Åtnetjejaureh (Vilhelmina socken, Lappland, 724608-144406), sjö i Vilhelmina kommun och Lappland 65°18′45″N 14°36′18″Ö / 65.31243°N 14.60504°Ö
- Åtnetjejaureh (Vilhelmina socken, Lappland, 724619-144375), sjö i Vilhelmina kommun och Lappland 65°18′52″N 14°35′39″Ö / 65.31432°N 14.59422°Ö
- Östra Appokjaure, sjö i Jokkmokks kommun och Lappland 66°25′53″N 19°50′44″Ö / 66.43137°N 19.84550°Ö
- Östra Bärtejaure, sjö i Sorsele kommun och Lappland 65°57′40″N 16°25′33″Ö / 65.96115°N 16.42589°Ö
- Östra Dålpokjaure, sjö i Arvidsjaurs kommun och Lappland 65°38′20″N 18°54′44″Ö / 65.63890°N 18.91235°Ö
- Östra Dårejaure, sjö i Arvidsjaurs kommun och Lappland 65°27′04″N 19°35′51″Ö / 65.45120°N 19.59747°Ö
- Östra Gangsjajaure, sjö i Arvidsjaurs kommun och Lappland 65°58′38″N 18°48′41″Ö / 65.97710°N 18.81136°Ö
- Östra Gessimjaure, sjö i Arvidsjaurs kommun och Lappland 65°33′31″N 19°42′20″Ö / 65.55857°N 19.70547°Ö
- Östra Gåbdejaure, sjö i Arvidsjaurs kommun och Lappland 65°47′46″N 19°50′06″Ö / 65.79620°N 19.83509°Ö
- Östra Jåttåjaure, sjö i Arvidsjaurs kommun och Lappland 65°56′48″N 19°18′59″Ö / 65.94655°N 19.31645°Ö
- Östra Kikkejaure, sjö i Arvidsjaurs kommun och Lappland 65°34′06″N 19°53′19″Ö / 65.56840°N 19.88851°Ö
- Östra Limsjaure, sjö i Arjeplogs kommun och Lappland 66°25′56″N 18°14′24″Ö / 66.43218°N 18.23996°Ö
- Östra Mullejaure, sjö i Arjeplogs kommun och Lappland 65°44′02″N 17°41′41″Ö / 65.73388°N 17.69470°Ö
- Östra Muorrejaure, sjö i Arvidsjaurs kommun och Lappland 65°38′05″N 18°45′43″Ö / 65.63472°N 18.76188°Ö
- Östra Njuollajaure, sjö i Arjeplogs kommun och Lappland 65°41′47″N 17°59′57″Ö / 65.69625°N 17.99920°Ö
- Östra Puornajaure, sjö i Jokkmokks kommun och Lappland 66°15′15″N 19°39′04″Ö / 66.25405°N 19.65105°Ö
- Östra Radnejaure, sjö i Arjeplogs kommun och Lappland 65°58′37″N 18°15′01″Ö / 65.97708°N 18.25026°Ö
- Östra Råvojaure, sjö i Sorsele kommun och Lappland 65°50′52″N 16°49′35″Ö / 65.84789°N 16.82625°Ö
- Östra Sarvasjaure, sjö i Arvidsjaurs kommun och Lappland 65°40′28″N 19°23′20″Ö / 65.67441°N 19.38883°Ö
- Östra Tjuoutjajaure, sjö i Kiruna kommun och Lappland 67°57′47″N 19°43′06″Ö / 67.96304°N 19.71827°Ö
- Östra Tjålmejaure, sjö i Jokkmokks kommun och Lappland 66°39′00″N 20°15′52″Ö / 66.64990°N 20.26431°Ö
- Östra Ållojaure, sjö i Jokkmokks kommun och Lappland 66°39′02″N 19°56′47″Ö / 66.65052°N 19.94648°Ö
- Övra Giertsjaure, sjö i Sorsele kommun och Lappland 65°53′17″N 17°00′49″Ö / 65.88806°N 17.01360°Ö
- Övre Gailanjaure, sjö i Vilhelmina kommun och Lappland 65°08′56″N 15°23′20″Ö / 65.14892°N 15.38882°Ö
- Övre Gåltsjaure, sjö i Arvidsjaurs kommun och Lappland 65°30′10″N 19°20′04″Ö / 65.50291°N 19.33434°Ö
- Övre Haukajaure, sjö i Jokkmokks kommun och Lappland 66°35′26″N 20°44′46″Ö / 66.59043°N 20.74603°Ö
- Övre Råvejaure, sjö i Jokkmokks kommun och Lappland 66°17′05″N 20°22′55″Ö / 66.28471°N 20.38182°Ö
- Övre Viergejaure, sjö i Arvidsjaurs kommun och Lappland 65°44′09″N 19°08′48″Ö / 65.73594°N 19.14659°Ö
- Övre Vuottasjaure, sjö i Gällivare kommun och Lappland 66°29′00″N 21°34′25″Ö / 66.48320°N 21.57362°Ö